# La Palma
La Palma es una isla española del océano Atlántico, perteneciente al archipiélago de Canarias. Junto a Tenerife, La Gomera y El Hierro, conforma la provincia de Santa Cruz de Tenerife. Con una superficie de 708,32 km² y una población de 83 875 habitantes (2023) ocupa el quinto lugar tanto en extensión como en población en el archipiélago canario. Además, es la segunda isla de Canarias en altitud, con los 2426 m del Roque de los Muchachos.
La ciudad de Santa Cruz de La Palma es la capital de la isla, con un total de 17 716 habitantes (2019), aunque el municipio más poblado de la isla es Los Llanos de Aridane, con una población de 20 467 habitantes (2019).
Desde 2002, toda la isla es reserva de la biosfera y, tras Lanzarote y El Hierro, es la tercera isla canaria a la que la Unesco reconoce con esta protección. En el centro de la isla se ubica el parque nacional de la Caldera de Taburiente, donde se encuentra el mayor cráter volcánico emergido del mundo.

## Toponimia
La denominación 'la Palma' (con la ele minúscula) aparece ya en los primeros escritos que los europeos realizaron de las Islas Canarias. En un texto de 1341 que relata la expedición de Niccoloso da Recco acompañado por tres naves pertenecientes a Alfonso IV de Portugal, menciona a cada una de las islas y La Palma aparece mencionada ya con su nombre actual como imponente y nublada. Aparentemente, el nombre actual de la isla se debe a las extensiones de palmeras canarias (Phoenix canariensis) que posee. Sin embargo, esta explicación tiene ciertas incoherencias, pues la palmera no es el árbol más representativo de la flora de la isla ni tampoco La Palma es la isla canaria que más palmeras tiene.
Una de las teorías que cita el ilustrado tinerfeño José de Viera y Clavijo es que el nombre de La Palma lo recibió de los navegantes mallorquines del siglo XIV, los cuales le dieron el nombre de la capital de la isla de la que procedían, es decir, de Palma o Palma de Mallorca, aunque añadiendo la sílaba 'la' para diferenciarla de esta.
También recibe, tradicionalmente, el nombre de San Miguel de La Palma, que es el nombre histórico de la isla.
A lo largo de la historia La Palma ha recibido numerosos nombres. Puede que la Junonia Maior que aparece en el texto de Plinio el Viejo haga referencia a La Palma, aunque algunos investigadores sostienen que el nombre referido a La Palma sería Ombrion. Los aborígenes la denominaban Benahoare, que se ha traducido tanto como: 'Mi tierra', o bien, 'lugar del ancestro'. Actualmente son muy populares los sobrenombres La Isla Bonita, La Isla Verde y La Isla Corazón.

## Geografía

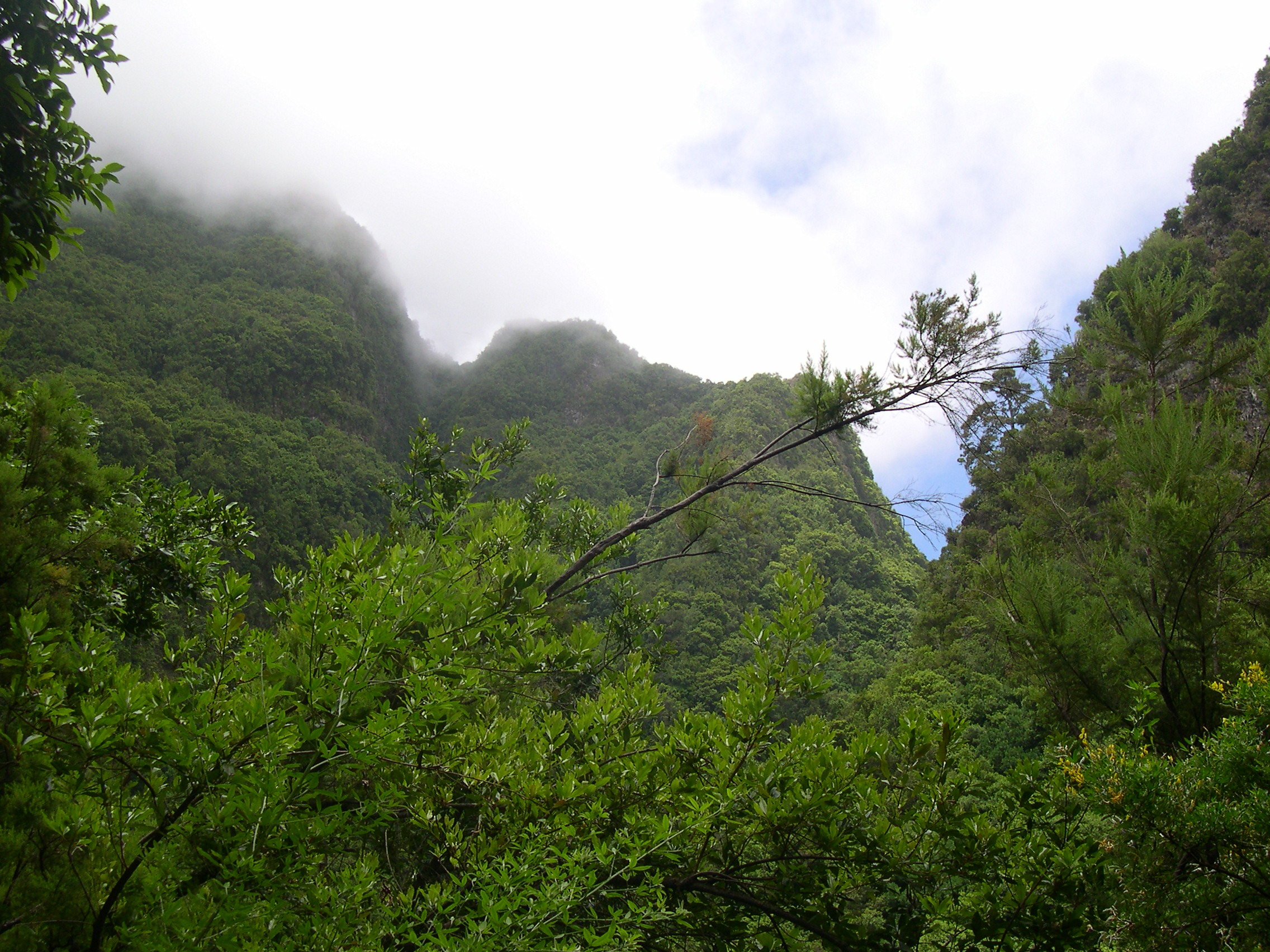
Bosque de los Tilos

La isla tiene una superficie de 708,32 km² (9,45 % del territorio canario) y una población censada de 83 875 habitantes (INE, enero de 2023). Su territorio es muy abrupto y alcanza los 2426 m en el Roque de los Muchachos, punto más elevado de la isla, que la convierte, tras Tenerife, en la segunda isla con mayor altitud de Canarias.
En el tercio norte de La Palma se encuentra una gran depresión de origen erosivo que forma la Caldera de Taburiente, declarada parque nacional en 1954. Desde el centro de la isla hacia el sur, en la llamada Cumbre Vieja, se encuentra una serie de volcanes entre los que se destacan el volcán de San Antonio, volcán de San Juan y el Teneguía (penúltima erupción volcánica terrestre de España, en 1971). La Palma también posee el parque natural de Cumbre Vieja, el parque natural de Las Nieves y una serie de entidades protegidas de menor tamaño y grado de protección.
En 1983, se declara la zona de El Canal y Los Tilos como Reserva de la biosfera por la Unesco. Esta área se amplió en 1997 para formar la reserva de la biosfera de Los Tilos. Finalmente, en 2002, se extendió la reserva a toda la isla con la denominación de Reserva de la Biosfera de La Palma.
La Palma es una de las islas canarias con mayor superficie boscosa, tanto de pinos como de laurisilva. En cuanto a la agricultura, los cultivos principales son el plátano de Canarias y la vid.
En la actualidad, el municipio más poblado de la isla es Los Llanos de Aridane, que supera en este respecto a la capital insular Santa Cruz de La Palma y es, por lo tanto, la única isla canaria cuyo municipio más poblado no es la capital insular.

### Vulcanismo

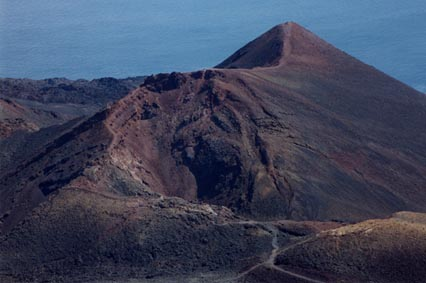
Volcán Teneguía

La Palma, como el resto de Canarias, es una isla de origen volcánico. Con una edad geológica estimada en dos millones de años, es una de las más jóvenes del archipiélago. Surgió de un volcán submarino situado a 4000 m bajo el nivel del mar. El edificio volcánico de la isla posee una altitud de 6500 m desde la plataforma abisal del Atlántico y se encuentran en él todos los tipos de rocas volcánicas. La isla se divide en dos zonas climáticas bien diferenciadas mediante una cadena de volcanes denominada Cumbre Vieja.
La última erupción empezó el 19 de septiembre de 2021 en Las Manchas. El 26 de octubre de 1971 se produjo una erupción de la cual surgió el volcán Teneguía en la punta meridional de la isla, en el municipio de Fuencaliente, que sigue estando en el punto de mira de los científicos por seguir candente. La zona norte está dominada por la Caldera de Taburiente, una caldera submarina creada por erupciones y la erosión que emergió hasta una altura de 3500 m sobre el nivel del mar. Esta caldera es el mayor cráter emergido del mundo. El interior de la caldera se vació en el pasado geológico por una rápida emisión de lava a través de una brecha que se abrió cerca del actual Balcón de Taburiente, en lo que es hoy el barranco de las Angustias. Las huellas de esta emisión de lava pueden verse en el interior de la caldera, ya que dichas huellas (barrancos en las paredes internas) están orientadas hacia el centro del cráter y no hacia el exterior, como hubiera sucedido en un cráter con erupciones explosivas (como sucedió en el Mount Saint Helens). La caldera mide 9 km de diámetro, 28 de circunferencia y 1500 m de profundidad. La única salida que presenta es el barranco de las Angustias, único curso fluvial canario, lugar por el que solo se puede acceder a pie. En ella solo residen dos personas encargadas de las tomas de agua. En 1954 se creó el parque nacional de la Caldera de Taburiente.

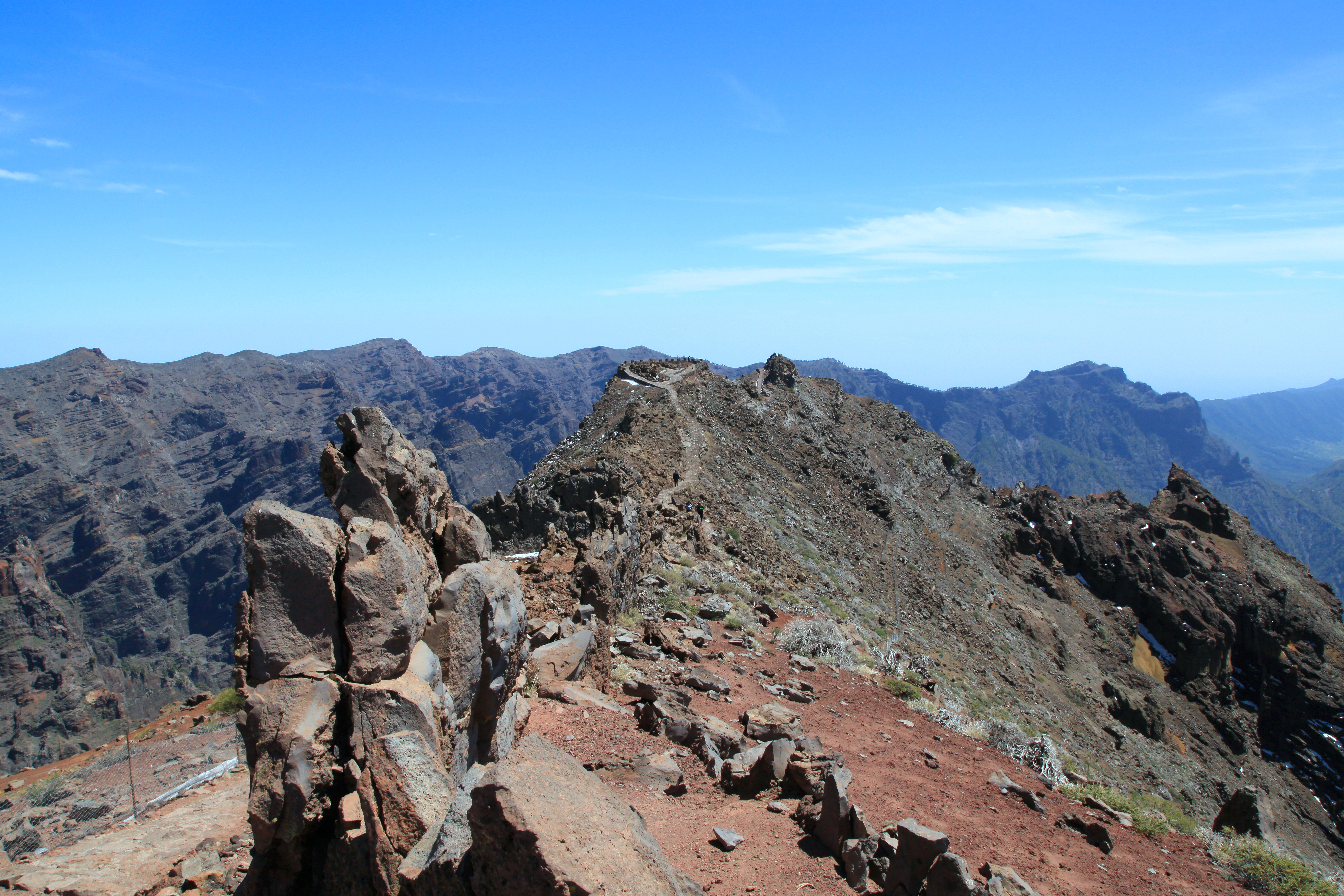
Roque de los Muchachos

Se encuentra rodeada por picos de entre 1700 y 2406 m de altitud, en los que está situada la mayor altitud de la isla, el Roque de los Muchachos, con 2426 m sobre el nivel del mar. En este pico se encuentra el observatorio del Roque de los Muchachos.
Algunos picos y volcanes de La Palma son:
- Roque de los Muchachos (2426 m)
- Pico de Fuente Nueva (2376 m)[28]
- Pico de la Cruz (2351 m)[29]
- Roque Palmero (2306 m)[30]
- Pico de la Nieve (2239 m)[31]
- Piedrallana (2231 m)[32]
- Volcán de la Deseada (1944 m)[33]
- Pico Bejenado (1853 m)[34]
- Roque de los Cuervos (1609 m)[35]
- Volcán Martín (1597 m)[36]
- Teneguía (433 m)[37]

#### Erupciones históricas
- 1470-1492: montaña Quemada o volcán de Tacande.
- 1585: volcán de Tajuya, en el municipio de El Paso.
- 1646: volcán de Martín o de San Martín.
- 1677: volcán Fuencaliente.
- 1712: volcán de El Charco.
- 1949: volcán San Juan (cráteres del Duraznero, Hoyo Negro y Llano del Banco) en El Paso.
- 1971: volcán Teneguía en Fuencaliente.
- 2021: Erupción en Cumbre Vieja.

Los datos de estas erupciones se han obtenido a través de los cráteres, los campos de cenizas y la longitud de las coladas de lava.
La actividad volcánica es un riesgo constante. Aunque está concentrada en la zona sur de la isla, existen teorías que predicen que una erupción podría volver inestable la zona occidental de la isla y caer al mar. Un estudio de los años 1990 descubrió que el parque natural de Cumbre Vieja se encuentra lleno de agua debido a la porosidad de la piedra, pero, en realidad, la característica explosiva de un volcán se encuentra en la mayor o menor temperatura de la lava: si esta es muy alta, la lava (como la que hay normalmente en una caldera) es muy líquida, lo que disminuye el carácter explosivo de sus erupciones y aumenta la posibilidad de los derrames, bien sea abriendo una brecha en la parte superior del cráter o saliendo a través de una abertura en la pared del cráter.

#### Teorías sobre un tsunami
Existe una teoría según la cual una erupción volcánica podría calentar el agua que se encuentra dentro de Cumbre Vieja haciendo que ésta colapsase. Afortunadamente, la explosión por vapor de agua en el interior de un volcán o caldera es más bien un fenómeno raro, ya que suele predominar la formación de géiseres en este caso. En algunos casos de las Islas Canarias (como sucede en Lanzarote) se da esta posibilidad, aunque por la sequedad del clima es necesario arrojar un balde de agua en una abertura para que se produzca la erupción de vapor.
En la erupción de 1949 se pudo comprobar cómo se abrió una falla, de forma que la parte sur de la isla se hundió cuatro metros en el Atlántico, lo que apoya esta teoría. En caso de cumplirse, es posible que se generase un megatsunami de dimensiones catastróficas. Por otro lado, científicos estiman que lo que puede suceder es que la zona occidental de la isla se fragmente en partes pequeñas, como ocurrió en 1949, sin llegar a generar ningún tsunami o provocando una ola de menor intensidad. En cualquier caso, la mayoría de los científicos aboga que no hay ningún indicio actual que lleve a pensar que este hecho pueda ocurrir en las próximas décadas, pero sí en los próximos siglos. La historia geológica en la isla de La Palma sustenta esta idea, ya que es una isla extraordinariamente volcánica, con centenares de cráteres de todos los tipos y tamaños y ello no justifica una explosión gigantesca en la isla por el hecho de que no existe una cámara magmática común a todos estos cráteres. Es decir, la erupción de un volcán en La Palma no suele afectar a otros volcanes aunque se encuentren muy cerca, lo que indica que la fuerza expansiva de esas erupciones se tendría que repartir en una gran cantidad de aberturas para afectar toda la isla.
En un documental de la serie Horizon de la BBC emitido el 12 de octubre de 2000, dos geólogos (Day y McGuire) citaron la brecha como prueba de que la mitad de la Cumbre Vieja se había deslizado hacia el océano Atlántico. Sugirieron que este proceso fue impulsado por la presión causada por el aumento del magma calentando el agua atrapada dentro de la estructura de la isla. La hipótesis sugerida establecía que, en una futura erupción, el flanco occidental de la Cumbre Vieja, con una masa de aproximadamente 1,5x1015 kg, podría deslizarse hacia el océano. Esto podría generar una ola gigante, desencadenando un mega-tsunami de 900 m de altura en la región de las islas. La ola se desplazaría a través del Atlántico e inundaría la costa este de América del Norte, el Caribe y las costas del norte de América del Sur alrededor de seis a ocho horas más tarde. Estimaron que el tsunami tendría posiblemente olas de 300 m o más de altura y causaría una enorme devastación a lo largo de las costas. En los modelos representados se indicó que el tsunami podría inundar hasta 25 km tierra adentro, dependiendo de la topografía. La teoría de Ward and Day (1999) dio como resultado el colapso de una porción mucho mayor del flanco occidental de la superficie visible. En este documento sostienen que una gran parte del flanco occidental se ha construido en la cicatriz de una caída anterior y, por tanto, se sienta sobre desechos inestables.
Esto también fue motivo de un docudrama de la BBC llamado Cuatro maneras de acabar con el mundo que pasó por varios escenarios hipotéticos de proporciones desastrosas.
Sin embargo, la Sociedad Tsunami (Pararas-Carayannis, 2002) publicó una declaración indicando que «...Nos gustaría detener el alarmismo infundado de estos informes...». Los principales puntos planteados en este informe incluyen:
- La afirmación de que la mitad de Cumbre Vieja descendió 4 metros en la erupción de 1949 es errónea y en contradicción con las pruebas físicas.[cita requerida]
- No se trató ni se demostró que exista una línea divisoria que separa un bloque de La Palma de la otra mitad.[cita requerida]
- La evidencia física muestra una línea de 4 kilómetros de largo en la roca, pero los modelos suponen una línea de 25 kilómetros, para los cuales no existe esta evidencia física. Además, no hay pruebas de manifiesto que la línea de 4 kilómetros de largo se extienda más allá de la superficie.[cita requerida]
- Nunca ha habido un megatsunami en el Atlántico en la historia.[cita requerida]

Hay otros estudios también en desacuerdo con la hipótesis de Day y otros; (1999) y Ward y Day (2001).
Sin embargo, existe un consenso de los geólogos y vulcanólogos de que el edificio de una isla volcánica puede sufrir grandes modificaciones, levantamientos o hundimientos y que se pueden haber producido grandes tsunamis en el Atlántico en el pasado geológico. A pesar de ello, todavía no hay evidencia fiable que demuestre una causa y efecto. Todos los documentos acerca de los tsunamis a gran escala en el Atlántico se han atribuido a los terremotos y no a los volcanes (el caso del hundimiento de Port Royal en Jamaica y el terremoto de Lisboa en el siglo XVIII, por ejemplo). La prueba de depósitos de tsunami se ha informado desde el Caribe y las islas Canarias. Desde el decenio de 1990 la zona ha sido (y sigue siendo) controlada y la circulación no se ha detectado.

### Clima
| Parámetros climáticos promedio de Observatorio del Aeropuerto de La Palma (33 m s. n. m.), Breña Baja (periodo de referencia: 1991-2020, extremos: 1970-presente) | Parámetros climáticos promedio de Observatorio del Aeropuerto de La Palma (33 m s. n. m.), Breña Baja (periodo de referencia: 1991-2020, extremos: 1970-presente) | Parámetros climáticos promedio de Observatorio del Aeropuerto de La Palma (33 m s. n. m.), Breña Baja (periodo de referencia: 1991-2020, extremos: 1970-presente) | Parámetros climáticos promedio de Observatorio del Aeropuerto de La Palma (33 m s. n. m.), Breña Baja (periodo de referencia: 1991-2020, extremos: 1970-presente) | Parámetros climáticos promedio de Observatorio del Aeropuerto de La Palma (33 m s. n. m.), Breña Baja (periodo de referencia: 1991-2020, extremos: 1970-presente) | Parámetros climáticos promedio de Observatorio del Aeropuerto de La Palma (33 m s. n. m.), Breña Baja (periodo de referencia: 1991-2020, extremos: 1970-presente) | Parámetros climáticos promedio de Observatorio del Aeropuerto de La Palma (33 m s. n. m.), Breña Baja (periodo de referencia: 1991-2020, extremos: 1970-presente) | Parámetros climáticos promedio de Observatorio del Aeropuerto de La Palma (33 m s. n. m.), Breña Baja (periodo de referencia: 1991-2020, extremos: 1970-presente) | Parámetros climáticos promedio de Observatorio del Aeropuerto de La Palma (33 m s. n. m.), Breña Baja (periodo de referencia: 1991-2020, extremos: 1970-presente) | Parámetros climáticos promedio de Observatorio del Aeropuerto de La Palma (33 m s. n. m.), Breña Baja (periodo de referencia: 1991-2020, extremos: 1970-presente) | Parámetros climáticos promedio de Observatorio del Aeropuerto de La Palma (33 m s. n. m.), Breña Baja (periodo de referencia: 1991-2020, extremos: 1970-presente) | Parámetros climáticos promedio de Observatorio del Aeropuerto de La Palma (33 m s. n. m.), Breña Baja (periodo de referencia: 1991-2020, extremos: 1970-presente) | Parámetros climáticos promedio de Observatorio del Aeropuerto de La Palma (33 m s. n. m.), Breña Baja (periodo de referencia: 1991-2020, extremos: 1970-presente) | Parámetros climáticos promedio de Observatorio del Aeropuerto de La Palma (33 m s. n. m.), Breña Baja (periodo de referencia: 1991-2020, extremos: 1970-presente) |
| Mes | Ene. | Feb. | Mar. | Abr. | May. | Jun. | Jul. | Ago. | Sep. | Oct. | Nov. | Dic. | Anual |
| --- | --- | --- | --- | --- | --- | --- | --- | --- | --- | --- | --- | --- | --- |
| Temp. máx. abs. (°C) | 27.6 | 31.0 | 34.2 | 36.6 | 32.4 | 29.4 | 38.4 | 38.0 | 36.8 | 34.4 | 31.6 | 29.0 | 38.4 |
| Temp. máx. media (°C) | 20.9 | 20.9 | 21.3 | 21.9 | 22.9 | 24.3 | 25.6 | 26.6 | 26.7 | 25.7 | 23.7 | 22.1 | 23.5 |
| Temp. media (°C) | 18.3 | 18.2 | 18.5 | 19.2 | 20.3 | 21.9 | 23.2 | 24.1 | 24.1 | 23.1 | 21.1 | 19.5 | 20.9 |
| Temp. mín. media (°C) | 15.6 | 15.4 | 15.7 | 16.4 | 17.6 | 19.3 | 20.8 | 21.7 | 21.5 | 20.3 | 18.4 | 16.9 | 18.2 |
| Temp. mín. abs. (°C) | 9.4 | 10.9 | 10.2 | 10.0 | 11.0 | 15.2 | 14.9 | 16.7 | 16.4 | 15.3 | 10.0 | 10.0 | 9.4 |
| Precipitación total (mm) | 38.8 | 51.5 | 24.6 | 17.5 | 4.4 | 2.4 | 1.0 | 1.9 | 11.9 | 42.8 | 56.5 | 74.9 | 326.4 |
| Días de precipitaciones (≥ 1 mm) | 5.0 | 4.2 | 3.3 | 2.7 | 0.9 | 0.6 | 0.2 | 0.4 | 1.8 | 4.8 | 6.6 | 7.5 | 37.9 |
| Horas de sol | 146 | 147 | 183 | 180 | 195 | 204 | 236 | 223 | 186 | 174 | 138 | 140 | 2192 |
| Humedad relativa (%) | 68 | 69 | 70 | 70 | 70 | 72 | 73 | 73 | 73 | 71 | 70 | 69 | 71 |
| Fuente: Agencia Estatal de Meteorología | | | | | | | | | | | | | |

Datos para Santa-Cruz de La Palma[cita requerida]
| Datos climáticos                     | Enero | Febrero | Marzo | Abril | Mayo | Junio | Julio | Agosto | Septiembre | Octubre | Noviembre | Diciembre |
| Número medio mensual de horas de sol | 140   | 147     | 170   | 174   | 187  | 174   | 218   | 215    | 197        | 172     | 146       | 148       |
| Aire (°C)                            | 17,9  | 17,9    | 18,4  | 19,0  | 19,8 | 21,1  | 22,5  | 23,4   | 23,5       | 22,6    | 20,7      | 18,9      |
| Agua (°C)                            | 20    | 20      | 19    | 20    | 20   | 20    | 22    | 23     | 24         | 23      | 22        | 21        |
| Días de lluvia/mes                   | 6     | 5       | 5     | 3     | 1    | 1     | 0     | 1      | 2          | 5       | 7         | 7         |

Datos para Los Gallegos (Barlovento)[cita requerida]
| Datos climáticos | Enero | Febrero | Marzo | Abril | Mayo | Junio | Julio | Agosto | Septiembre | Octubre | Noviembre | Diciembre |
| Aire (°C)        | 15,1  | 14,9    | 15,3  | 15,8  | 16,5 | 17,8  | 19,2  | 20,3   | 20,2       | 19,6    | 17,8      | 16,3      |

Datos para Tazacorte[cita requerida]
| Datos climáticos                           | Enero | Febrero | Marzo | Abril | Mayo | Junio | Julio | Agosto | Septiembre | Octubre | Noviembre | Diciembre |
| Número medio mensual/anual de horas de sol | 195   | 200     | 215   | 220   | 240  | 250   | 290   | 270    | 205        | 205     | 200       | 200       |
| Aire (°C)                                  | 19    | 19      | 19,5  | 20    | 21   | 22,5  | 24    | 25     | 24,5       | 23      | 21,5      | 20        |
| Agua (°C)                                  | 20    | 20      | 20    | 20    | 21   | 22    | 23    | 24     | 25         | 24      | 22        | 21        |
| Días de lluvia/mes                         | 5     | 5       | 5     | 3     | 1    | 0     | 0     | 1      | 1          | 3       | 5         | 6         |

### Vegetación

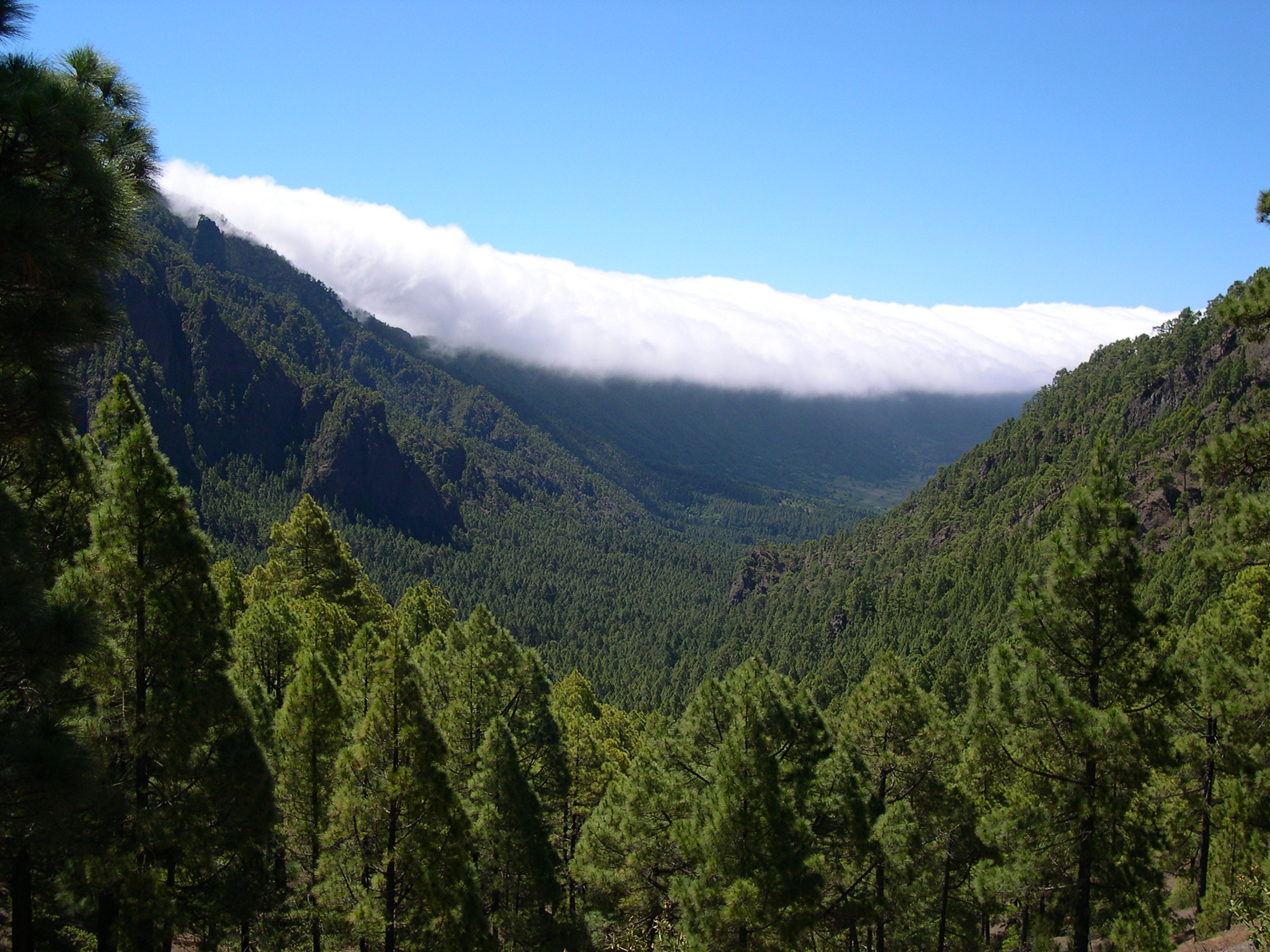
Pinares en la Cumbrecita, al sur de La Caldera de Taburiente

Debido a su formación y localización, La Palma presenta una gran variedad de paisajes, debido a la diversidad de ecosistemas que presenta, desde los áridos costeros hasta la muy húmeda formación boscosa de la laurisilva, además de bosques de pinares y un ecosistema de alta montaña. Toda esta diversidad le ha dado los sobrenombres de La Isla Bonita y La Isla Verde.
La isla recibe agua mediante precipitaciones y también a través de un fenómeno conocido como lluvia horizontal. Los vientos alisios traen nubes a una cota baja chocando con el relieve de forma constante durante casi todo el año y formando brumas que la vegetación, especialmente la laurisilva, condensa, produciéndose la lluvia horizontal. Un ejemplo de aprovechamiento de este hecho en las especies vegetales es el caso del pino canario, que al tener sus hojas en forma de agujas actúan como filtro condensador y permiten que la bruma precipite sobre el pie del árbol.
Las formaciones boscosas de La Palma se forman según su altitud y orientación, desde los campos de lava a los bosques de laurisilva, pasando por zonas de pinares, vegetación termófila, vegetación de cumbre y costera. Entre las plantas que crecen en la isla, 170 son endémicas de Canarias, siendo las más características el drago, el pino canario y la palmera canaria.
La vegetación puede dividirse en una serie de pisos más o menos diferenciados, en torno a las dos vertientes de la isla, siendo por lo general más húmeda en la zona oriental que la occidental, y así mismo, más seca también en la meridional que en la septentrional.
Vertiente oeste

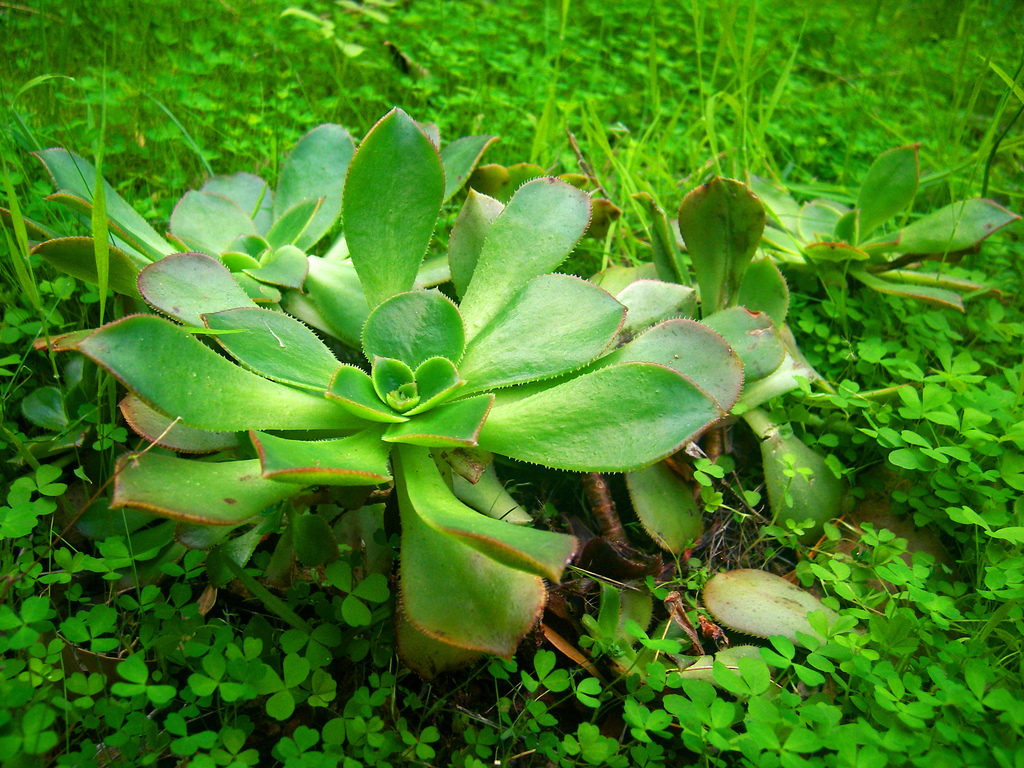
Aeonium davidbramwellii, variedad de bejeque endémico palmero

- Vegetación xerófila (de 0 a 200 m)
- Cardonal - Tabaibal (de 50 a 500 m)
- Bosque termófilo (de 100 a 900 m)
- Pinar Seco (de 700 a 2000 m)
- Matorral de cumbre (De 2000 a 2400 m)

Vertiente este
- Vegetación xerófila (de 0 a 50 m)
- Cardonal - Tabaibal (de 50 a 200 m)
- Bosque termófilo (de 100 a 500 m)
- Pinar y Fayal-Brezal (de 500 a 1500 m)
- Laurisilva (de 600 a 800 m, solo en la zona noreste)
- Pinar seco (de 1500 a 2000 m)
- Matorral de Cumbre (de 2000 a 2400 m)

### Paisajes

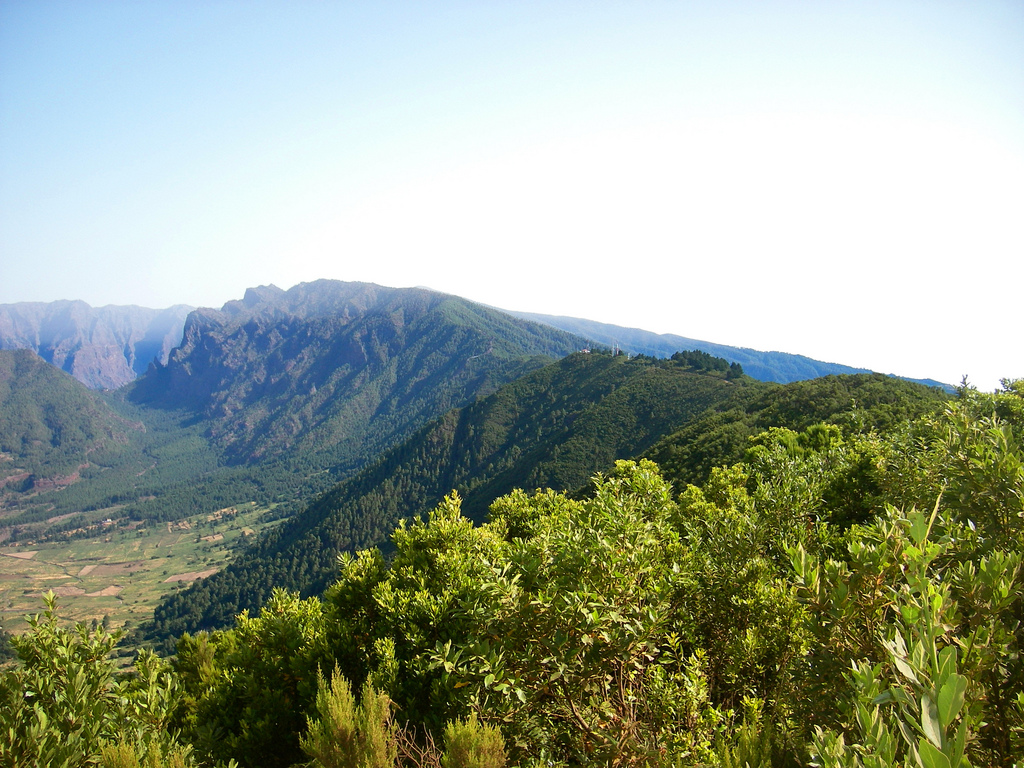
Dorsal de La Palma

Los paisajes de la isla se componen de cuatro colores principales, el negro del basalto y la lava solidificada en forma de malpaís, el rojo de la toba volcánica, el verde de la densa vegetación y el eterno azul del océano Atlántico y del limpísimo cielo. De norte a sur de la isla, con mayor predominio en la mitad norte, existen barrancos profundos por donde discurre el agua depositada en las cumbres. En la zona norte y central se encuentran bosques de pinos y fayal-brezal, en la zona noreste laurisilva y en la zona sursudoeste, tierras volcánicas debido a la reciente actividad volcánica. Sin embargo, esto es una leve aproximación de lo que puede dar de sí la isla, teniendo paisajes tan espectaculares como son el mar de nubes o las majestuosas laderas interiores de la Caldera de Taburiente, entre muchos otros.

### Naturaleza con atractivo
Destaca por encima de todo el parque nacional de la Caldera de Taburiente, situado en el centro norte de la isla, coincidiendo con el accidente geográfico de La Caldera de Taburiente, de 7 km de eje máximo. Aparte de sus magníficas vistas, tiene aspectos realmente llamativos como son el Roque Idafe o el riachuelo de La Caldera, única corriente de agua continua de las islas Canarias. En cuanto a la vegetación, el pino canario es el rey casi absoluto en toda la Caldera. La isla de La Palma concentra los únicos torrentes de caudal continuo de las Islas Canarias y se encuentran dentro de este parque nacional.
También es de gran atractivo turístico la Ruta de Los Volcanes, que recorre la mitad sur de la isla a través de la dorsal montañosa, atravesando enormes volcanes extintos rodeados de una serie de paisajes volcánicos espectaculares.
Destacan también unas piscinas naturales llamadas La Fajana y situadas en el municipio de Barlovento. Son de agua salada procedente íntegramente del mar que está justo al lado. Este conjunto cuenta con tres piscinas, situadas a distintos niveles, y con escaleras para facilitar el baño. Cuenta con una piscina para minusválidos pero actualmente no está en uso.

### Fauna

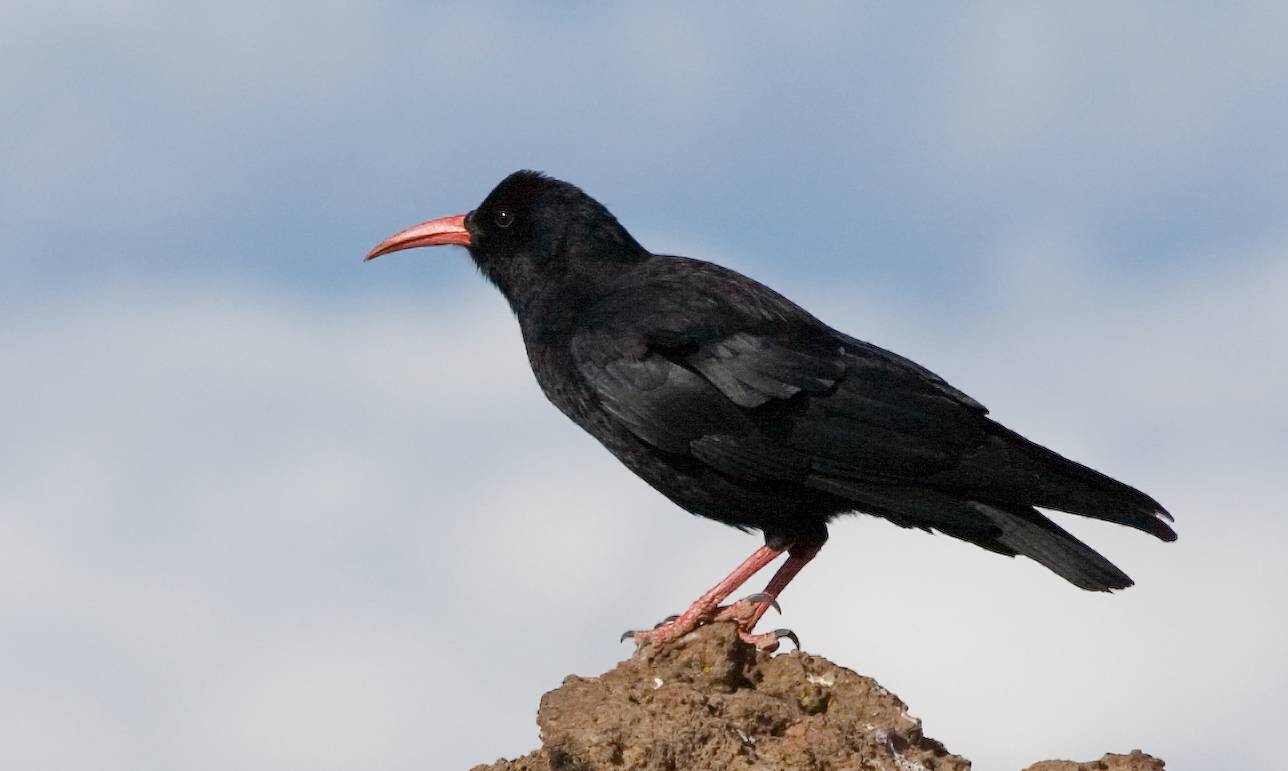
Graja

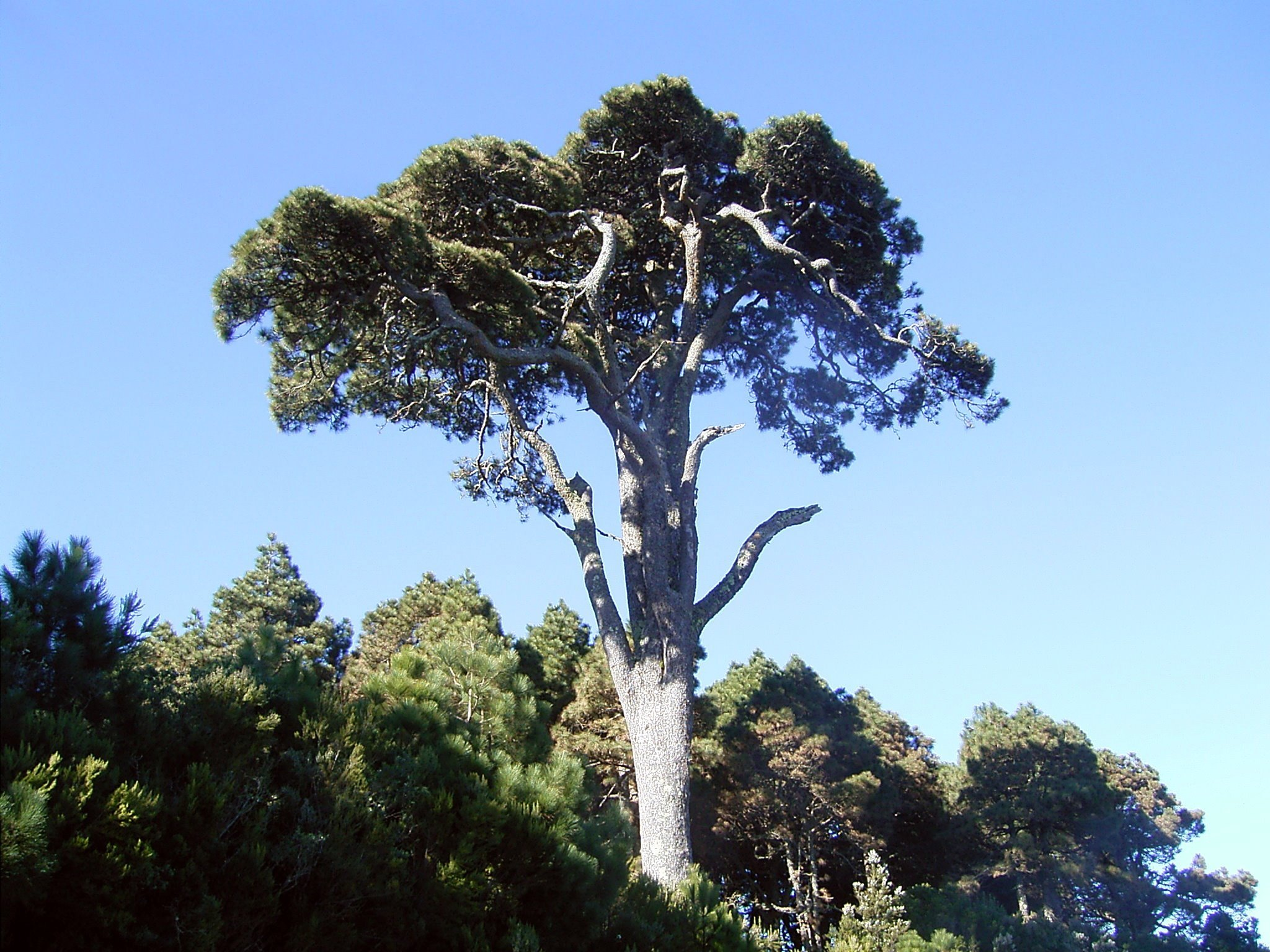
Pino canario

Entre las especies endémicas de la isla se encuentra:
- La graja
- La paloma rabiche
- Medusas y erizos de mar en algunas playas
- Ciempiés venenosos
- El pinzón palmero
- Multitud de especies de insectos, sobre todo escarabajos

### Símbolos naturales de la isla
Según una ley del Gobierno de Canarias, los símbolos naturales de la isla desde 1991 son la graja y el pino canario.

### Protección del medio ambiente

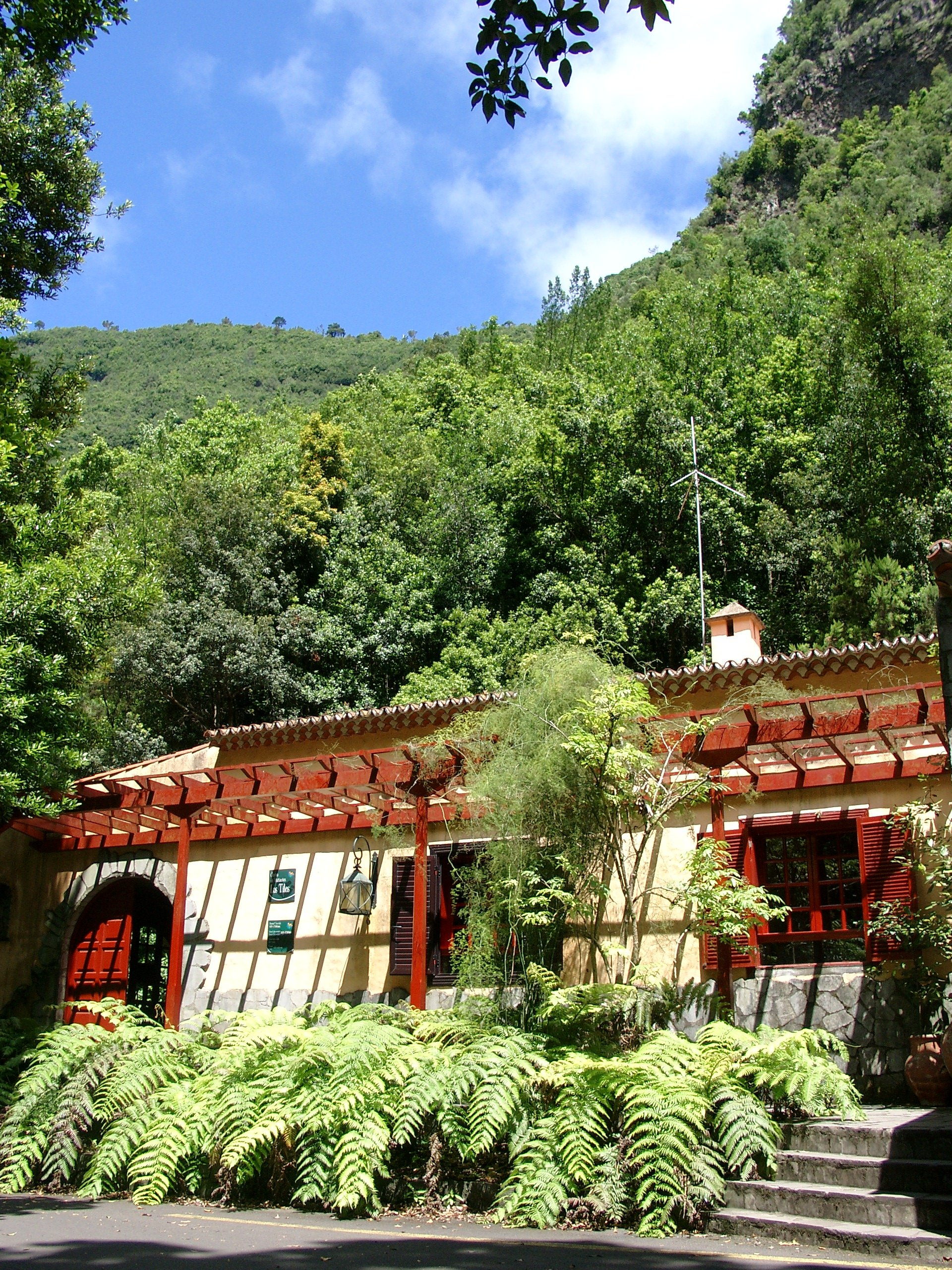
Centro de visitantes de Los Tilos

Desde 1983, el bosque de laurisilva Los Tilos está catalogado como reserva de la biosfera por la Unesco. En 2002 se amplió esta declaración a toda la isla. La Palma fue la primera isla canaria en albergar un lugar de este tipo. Por otro lado se encuentra el parque nacional de la Caldera de Taburiente así como otros entornos sujetos a diferentes fórmulas de conservación según establece la Red Canaria de Espacios Naturales Protegidos.
El Gobierno de Canarias aprobó el Plan Territorial Especial del Uso Turístico de La Palma (PTE), que incluye la construcción, en los próximos años, de 4 a 5 campos de golf de 18 hoyos con sus respectivos hoteles y villas de lujo. Uno de ellos, el Aridane Golf, invadiría el Paisaje Protegido de Tamanca, que además es Lugar de Interés Comunitario (LIC) con varias especies endémicas de fauna y flora en peligro de extinción. El proyecto tiene dos sentencias desfavorables del Tribunal Superior de Justicia de Canarias (TSJC). Los demás proyectos también afectan a LICs, Zonas de Especial Protección de las Aves (ZEPAs) y Parques naturales. El documento del PTE también permite la construcción de varios puertos deportivos, marinas y hoteles de turismo convencional en zonas vírgenes del litoral palmero. Se presentaron miles de alegaciones en contra de dichos planes, por ir en contra de los objetivos de la Reserva Mundial de la Biosfera de La Palma, de un turismo sostenible y respetuoso con la naturaleza y por perjudicar directamente a espacios naturales protegidos y sus especies endémicas de fauna y flora en peligro de extinción.
Más recientemente, el Gobierno de Canarias ha aprobado la ley de Medidas Urgentes en materia de Ordenación del Turismo cuyas enmiendas 39 y 40, permiten la construcción de infraestructuras turísticas en el interior de espacios naturales protegidos, contraviniendo las leyes medioambientales de Canarias, de España y comunitarias. Los biólogos de la Reserva Mundial de La Palma han advertido del mal estado de los fondos marinos, debido sobre todo a una sobrepesca, que sigue utilizando artes poco selectivas y agresivas como son las nasas. La consecuencia más directa de la falta de control de la pesca es la proliferación del erizo de Lima, plaga que destruye la cobertura algal dejando tras de sí un yermo blanquizal. La creación de la reserva marina de Fuencaliente ha servido para recuperar en esa franja litoral las poblaciones más importantes de peces, aunque los pescadores, al acecho en sus límites, no permiten la recuperación de otras zonas adyacentes.
Otras amenazas podrían empeorar la situación actual de las costas palmeras: proyectos de puertos deportivos y marinas; aumento de la urbanización del litoral o instalación de jaulas flotantes para acuicultura.

### Espacios naturales
La isla tiene un total de 20 espacios con diversas categorías de protección:

#### Parques nacionales
- Parque nacional de la Caldera de Taburiente. Es uno de los cuatro parques nacionales con los que cuentan las Islas Canarias.

#### Reservas naturales integrales
- Reserva natural integral del Pinar de Garafía

#### Reservas naturales especiales
- Reserva natural Especial de Guelguén

#### Parques naturales
- Parque natural de Las Nieves
- Parque natural de Cumbre Vieja

#### Monumentos naturales
- Monumento natural de Montaña de Azufre
- Monumento natural de Los Volcanes de Aridane
- Monumento natural del Risco de La Concepción
- Monumento natural de la Costa de Hiscaguán
- Monumento natural del Barranco del Jorado
- Monumento natural de los Volcanes de Teneguía
- Monumento natural del Tubo Volcánico de Todoque
- Monumento natural de Idafe

#### Paisajes protegidos
- Paisaje protegido de El Tablado
- Paisaje protegido del Barranco de las Angustias
- Paisaje protegido de Tamanca
- Paisaje protegido del Remo

#### Sitios de interés científico
- Sitio de interés científico de Juan Mayor
- Sitio de interés científico del Barranco del Agua
- Sitio de interés científico de las Salinas de Fuencaliente

## Historia

### Los aborígenes

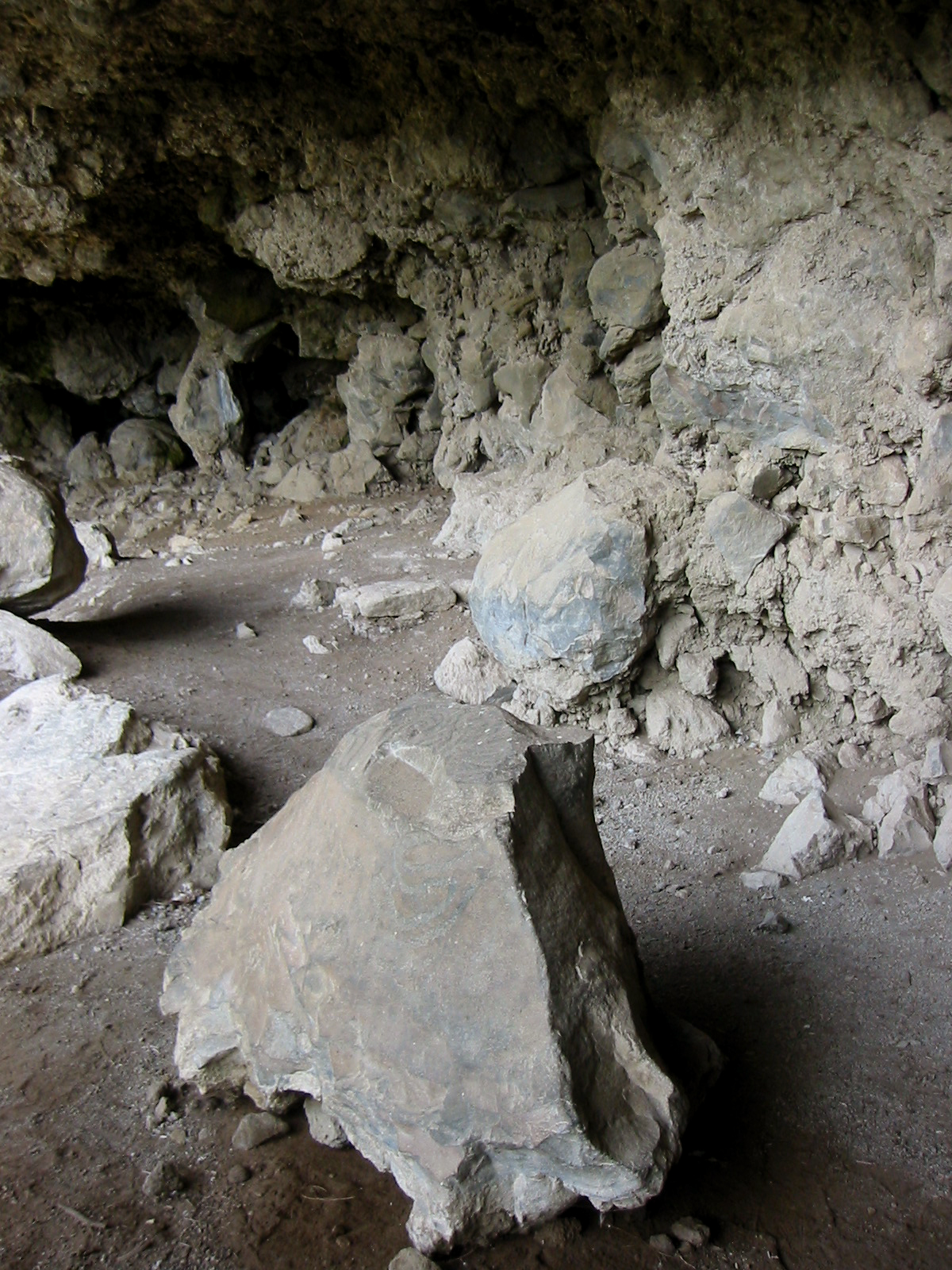
Cueva de Belmaco en La Palma, utilizada como vivienda por benahoaritas

Los primitivos habitantes de La Palma eran los benahoaritas, auaritas o awaras. En el momento de la conquista, estaba dividida en doce cantones. Los primeros textos sobre La Palma datan de la Baja Edad Media (siglos XIV y XV). Aunque faltan datos concretos al respecto, se calcula que la población, en ese momento, podía oscilar en torno a los 4000 habitantes. Los aborígenes vivían fundamentalmente del pastoreo de cabras, ovejas y cerdos y recolectaban frutos y raíces con los que elaboraban una especie de harina a la que llamaban gofio, hecha con raíces de helecho y amagante, que tostaban y molían.
La hipótesis más aceptada sobre el origen de los aborígenes de la isla de la Palma los vincula a tribus bereberes provenientes del noroeste del continente africano. Se desconoce si llegaron a la isla por su propia voluntad o expulsados de sus lugares de origen por invasores como los (romanos o fenicios). Los restos hallados en los yacimientos muestran que la estatura media era de 1,70 m para los hombres y de 1,65 m para las mujeres. Muchos historiadores han destacado la belicosidad de los aborígenes (como sucedía también con los guanches de Tenerife). Estos tenían con mucha frecuencia guerras civiles y todo tipo de enfrentamientos, que no se restringían a un cantón, sino que con frecuencia afectaban a toda la isla. Un ejemplo de fuerte confrontación es el de la que tuvo lugar entre Atogamtoma (señor de Tijarafe) con Tanausú (Aceró) o Mayantigo (Aridane).
Los aborígenes palmeros también tenían un sistema de gobierno que aunque primitivo permitía discutir sin peleas muchos de los problemas existentes, esta institución era el Tagoror. Asimismo, dentro de la comunidad se le daba mucha importancia a la familia y permitía unir a varios miembros en grupos por mismo linaje de sangre. Esta unión podría ser de primer orden o nuclear (padres e hijos), o también retrospectiva o extensiva (un antepasado común).
Se cree que el pueblo benahorita tenía una historia de alrededor de unos 2000 años, hasta que, en 1493, Alonso Fernández de Lugo desembarcó en la isla con la intención de conquistarla. La Palma fue la penúltima isla canaria en ser conquistada poco antes de Tenerife (1496). La conquista puso fin a las guerras intestinas de los aborígenes tanto en La Palma como en Tenerife.

### División territorial prehispánica

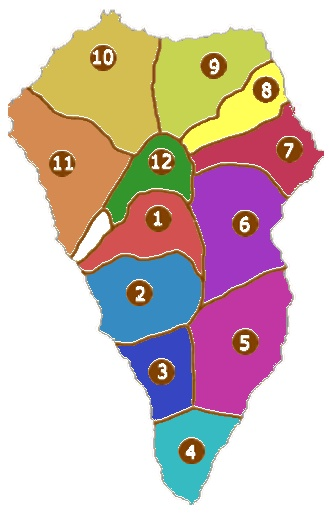
División territorial de la isla de la Palma en tiempos prehispánicos

Si bien, dependiendo de las fuentes los datos pueden cambiar, aparecen en ocasiones subdivisiones internas o distintos topónimos para designar un mismo territorio, suele aceptarse que los 12 cantones o segmentos en los que se dividía la isla y sus respectivos señores, -señalados entre paréntesis- en el momento de la conquista eran:
1. Aridane (Mayantigo). Que se extendía por gran parte del Valle de Aridane (los actuales municipios de El Paso, Los Llanos y Tazacorte).
2. Tihuya (Chedey). Que se extendía desde el anterior hasta la montaña de Tamanaca (El Paso). Abarcaría las zonas actualmente conocidas como Tajuya, Todoque, Puerto Naos, La Laguna y parte de Las Manchas.
3. Tamanca (Tamanca). Se extendía hasta El Charco. Abarcaría parte de lo que es hoy Las Manchas (El Paso)
4. Ahenguareme (Echentire y Azuquahe). Correspondería al actual Fuencaliente.
5. Tigalate (Juguiro y Garehagua). Aparece en ocasiones denominado también como Mazo. Abarcaría el territorio del municipio de Mazo actual.
6. Tedote (Tinisuaga, Agacensie y Ventacayce). Corresponde a Santa Cruz de la Palma y Las Breñas.
7. Tenagua (Atabara). Corresponde a Puntallana.
8. Adeyahamén (Bediesta). Corresponde al actual municipio de San Andrés y Sauces.
9. Tagaragre (Tediaba y Autinmara). Correspondería a Barlovento
10. Tegalgen (Bediesta). Abarcaría el actual Garafía
11. Tijarafe (Atogmatoma). Abarcaría los actuales municipios de Tijarafe y Puntagorda.
12. Aceró (Tanausú) Correspondiente a La Caldera, en El Paso. Su nombre en el idioma aborigen era 'lugar fuerte e invulnerable'.

A diferencia de Tenerife o Gran Canaria, en La Palma no existía ninguna superestructura por encima de estas unidades. De hecho este sistema de poder no es permanente y estas unidades o segmentos podían estar divididas en otras más pequeñas (en las propias fuentes del siglo XVI se hace referencia a otras unidades como el bando de Gazmira).

### Economía del Antiguo Régimen y primeros monocultivos

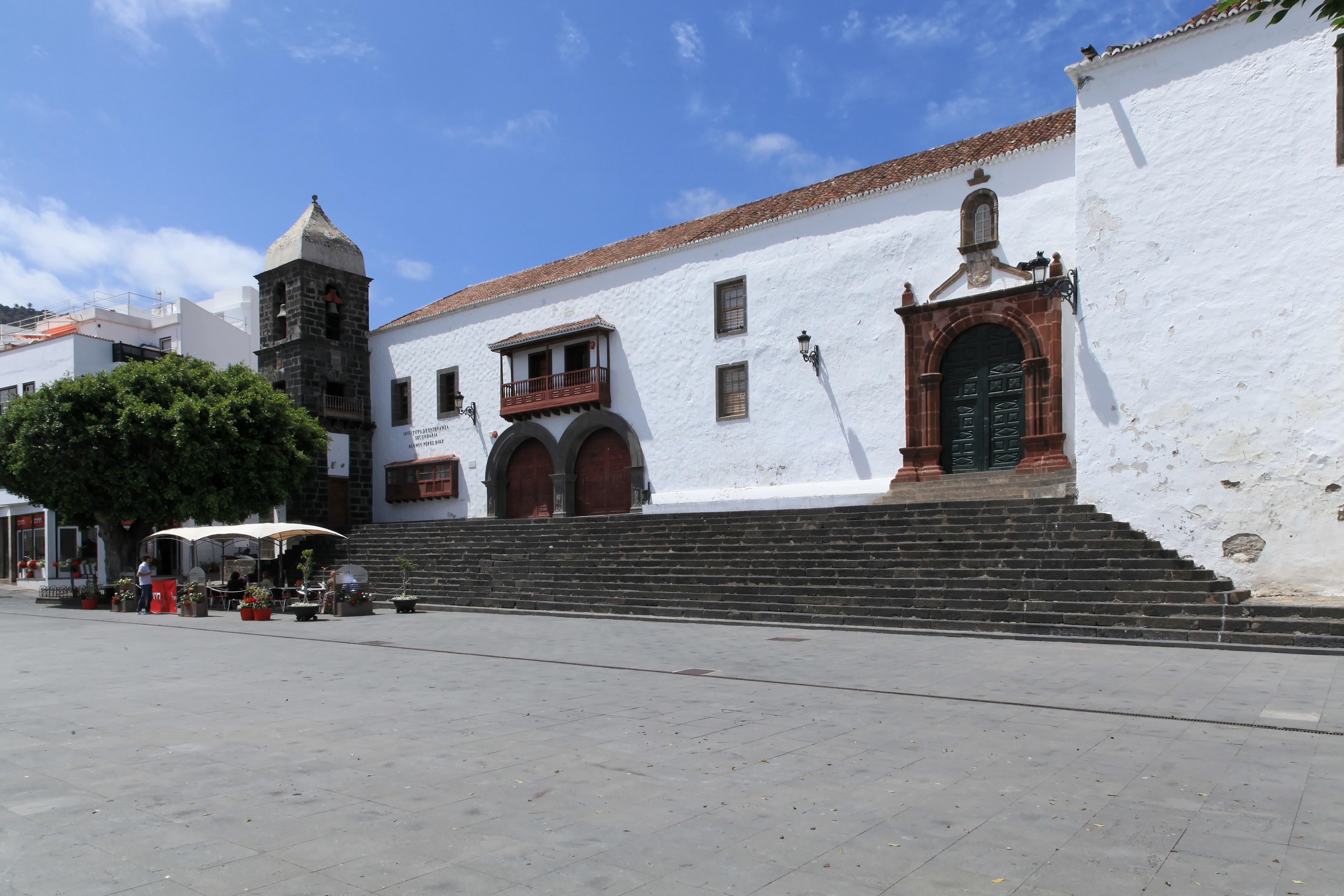
Iglesia de Santo Domingo, Santa Cruz de La Palma. Construida en la fundación de la ermita de San Miguel, fundada por Fernández de Lugo

A partir del siglo XVI, la colonización de La Palma ofrece a los nuevos pobladores posibilidades diversas de progreso económico: tierras de cultivo, entrada en el circuito comercial entre América y Europa y el abastecimiento de manufacturas a las islas. Junto a los pobladores españoles llegarán portugueses, genoveses, franceses y flamencos, que se mezclarán con los indígenas que quedaron tras la conquista. Se dedicarán principalmente a la agricultura, que va a girar en torno a la producción y comercio de monocultivos de exportación, beneficiados del clima canario y cuyo control generará grandes fortunas.
El primero de estos productos será la caña de azúcar, que a partir de la segunda mitad del siglo XVI será sustituido por los vinos canarios. Asimismo, llegarán grupos de población morisca y negros africanos, capturados para utilizarlos como esclavos en las plantaciones, o como mano de obra en el uso de maquinaria agrícola, a pesar de una carta papal de 1434, en la que Eugenio IV los declaraba «gente libre», prohibiendo el tráfico de hombres en la isla. En 1514, cuando se les equiparó en derechos, fueron siendo bautizados, mezclándose con los colonos europeos.
La caña de azúcar fue introducida por Alonso Fernández de Lugo. Los territorios de la isla fueron divididos entre mercaderes, agricultores y artesanos europeos. De esta forma, en 1508, Juan Fernández de Lugo vendió sus cultivos de caña de azúcar así como reservas de agua en Tazacorte y Argual un andaluz apellidado Dinarte; este los vendió un año más tarde a la Familia Welser, que los transmitiría al belga Jakob Groenenberch (Jacobo Monteverde), que terminaría por vendérselos a su compatriota Van de Valle.
A partir de 1553, el cultivo de la caña de azúcar dejó de ser rentable debido a la producción en masa proveniente de América Central y Sudamérica. Muchas de las plantaciones pasaron a dedicarse a la producción del vino. El vino de malvasía producido por los suelos volcánicos jóvenes del sur de la isla se convirtió en la principal exportación de la isla. El principal cliente de los vinos palmeros fue Inglaterra. El esplendor del vino palmero duró hasta el siglo XIX, cuando hubo un declive provocado por el cambio de gustos de los consumidores.[cita requerida] Sin embargo, aún hoy en día se sigue cultivando y produciendo vino de malvasía aunque no sea el vino preferido por las masas de consumidores.

### Comercio americano y ataques piratas

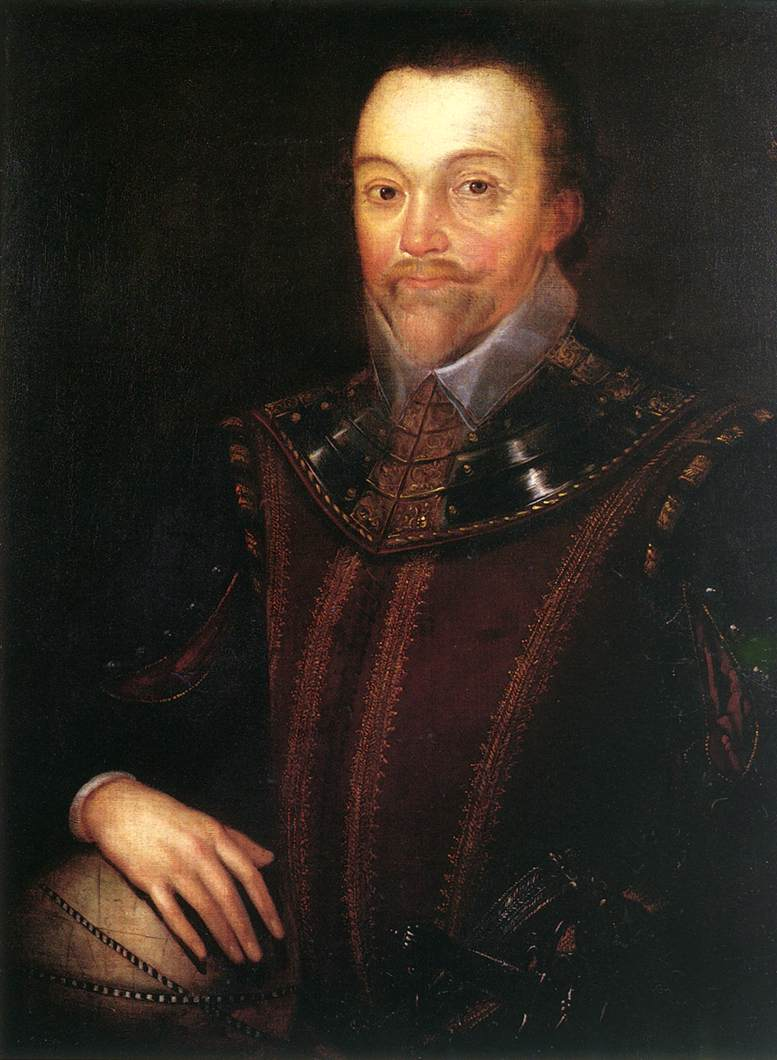
Sir Francis Drake, que no consiguió saquear la ciudad de Santa Cruz de La Palma

En el siglo XVI recibió La Palma, tras Amberes y Sevilla, el privilegio del comercio con América. El puerto de Santa Cruz de La Palma se convirtió enseguida en uno de los puertos más importantes del Imperio español. Esta nueva fuente de riqueza atrajo a su vez a los piratas que atacaban la isla para apropiarse de los tesoros llegados de las Indias. François Le Clerc y su grupo de piratas franceses tomaron la ciudad en 1553 robando todo lo transportable y quemando lo que no era posible transportar. Tras esa catástrofe hubo que reconstruir las casas, iglesias y conventos de la ciudad así como sus fuertes defensivos. Con las nuevas defensas, se pudo rechazar el ataque de Francis Drake de 1585, el cual no pudo llegar a desembarcar.
El comercio con América también generó otra serie de actividades como los astilleros. Santa Cruz de La Palma atrajo a muchos comerciantes extranjeros (flamencos, franceses, castellanos, italianos, portugueses, etc.) dándole a la localidad un aire internacional. Las calles con nombres extranjeros son aún hoy testigos de esa época, como la calle O'Daly (irlandés) o la calle Vandale (flamenco). El declive comenzó a mediados del siglo XVII debido a una concesión de 1657 que obligaba a todos los barcos con destino América a registrarse en Tenerife. En 1778, Carlos III abrió todos los puertos de España al comercio con América, impidiendo que Santa Cruz de La Palma se recuperara de la crisis económica en la que se encontraba inmersa en aquellos momentos.

### Seda, cochinilla y plátanos

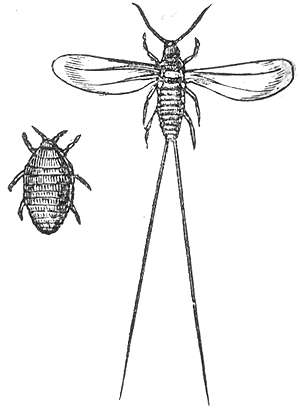
Ejemplo de la cochinilla

Sin la amenaza pirata, la vida en La Palma prosiguió su rumbo de forma tranquila. De cada crisis económica sufrida, se levantaba la isla, no por poseer riquezas minerales sino por la fertilidad de su tierra. Tras el cultivo de la caña de azúcar y de la vid, se pasó a la producción de miel, tabaco y seda. Desde principios del siglo XVI había comenzado la plantación de moreras, convirtiéndose La Palma en un foco de producción de seda. En 1830 se introdujo desde México el cultivo de la cochinilla, un parásito de las tuneras del que se extraía carmín. Con el desarrollo de los tintes sintéticos en 1880, el cultivo de la cochinilla dejó de ser rentable. Para salir de esta crisis se introdujo el cultivo del plátano impulsado por Elder y Fyffes, dos compañías británicas en 1878.

### Pobreza
Mientras tanto, el pueblo llano apenas se veía beneficiado con las riquezas que producía la isla. Todavía en el siglo XIX, la mayoría de los habitantes de la isla vivían en casas de madera con techos de paja, debido a los altos costes que suponía erguir casas en piedra. Uno de los principales problemas era la falta de bienes de consumo. Debido al monocultivo practicado en la isla, faltaban tierras donde cultivar grano para alimentar a la población. Desde el siglo XVI se tenía que importar el grano, pagándose por él precios muy altos. El párroco de La Palma pagó sus impuestos con millo, lo que impulsó a la población a hacer lo mismo. La Inquisición dictó un anatema sobre toda la isla, provocando que durante varios años no se practicara ningún entierro cristiano. La pobreza en el campo era tan grande, que en muchas familias «los desnutridos y mal vestidos» hombres y mujeres, como relató el misionero Juan de Medinilla en 1758 en una carta al obispo, debían acudir por turnos a la misa de los domingos y festivos, debido a la falta de ropa.

### La Semana Roja
Al producirse el levantamiento militar de 1936, que daría lugar a la guerra civil española, la isla de La Palma se resiste al golpe y mantiene la legalidad republicana entre los días 18 y 25 de julio, cuando llega a la ciudad de Santa Cruz de La Palma el cañonero Canalejas. Este periodo de tiempo será conocido como La semana roja.
El golpe militar fracasa en esta isla al ser interceptado por el jefe de telégrafos el mensaje dirigido por los golpistas al comandante militar Baltasar Gómez Navarro, que debía dirigir el golpe en La Palma. En esos momentos era delegado del Gobierno en la isla Tomás Yanes Rodríguez, de Izquierda Republicana. Al llegar las noticias del golpe el Frente Popular declara la huelga general, y se forman las milicias populares pero la Delegación de Gobierno no autoriza la toma del cuartel militar y trata de evitar siempre que las organizaciones obreras tomen demasiado poder (en estos momentos destaca la figura del comunista José Miguel Pérez, y en algunos municipios como Tazacorte las organizaciones comunistas tienen una gran importancia). A la llegada del cañonero Canalejas la Delegación del Gobierno decide no ofrecer ningún tipo de resistencia armada y ordena desmovilizar a las milicias populares confiando en que el Gobierno de la República mande refuerzos, que el golpe fracase y que la legalidad se restablezca en toda la nación.

### Dictadura y democracia
La Guerra Civil no se libró en las Canarias, pero pese a ello sí se sufrieron las consecuencias de la misma. El periodo de la posguerra unido a la crisis económica producida trajo años de penurias a la isla. Debido a la carencia de bienes de importación, los palmeros tuvieron que basar su alimentación en el plátano, generando una gran variedad de productos derivados del mismo como la harina de plátano. Una vez finalizada la posguerra La Palma fue desarrollando su economía e infraestructuras poco a poco. Se recuperaron las exportaciones del plátano y comenzó la construcción de carreteras y canales para transportar el agua de los riachuelos a los campos de cultivo. La obra más importante de la época fue la construcción de la carretera de la cumbre, que unía los municipios de Santa Cruz de La Palma y Los Llanos de Aridane a través de un túnel por debajo de las cumbres de la isla, acortando bastante la duración del recorrido unido a la puesta en funcionamiento del aeropuerto. Con la llegada de la democracia, la economía de la isla, fuertemente dependiente de la agricultura del plátano, se fue diversificando hacia otros sectores especialmente el turístico, que constituye hoy en día el principal motor de la economía canaria.

## Gobierno y política
La Palma, como parte de la comunidad autónoma de Canarias, depende en función de las distintas competencias, del Gobierno de España, del Gobierno de Canarias y del Cabildo Insular de La Palma.

### Dirección Insular de la Delegación de Gobierno en Canarias
Esta institución es la encargada de representar al Gobierno de España en la isla y de gestionar todas aquellas competencias que no hayan sido transferidas al Gobierno de Canarias. La sede de la Dirección Insular se encuentra en la avenida marítima de Santa Cruz de La Palma. Desde julio de 2018 la directora insular de la Administración General del Estado en La Palma es Ana María de León Expósito.

### Cabildo Insular de La Palma

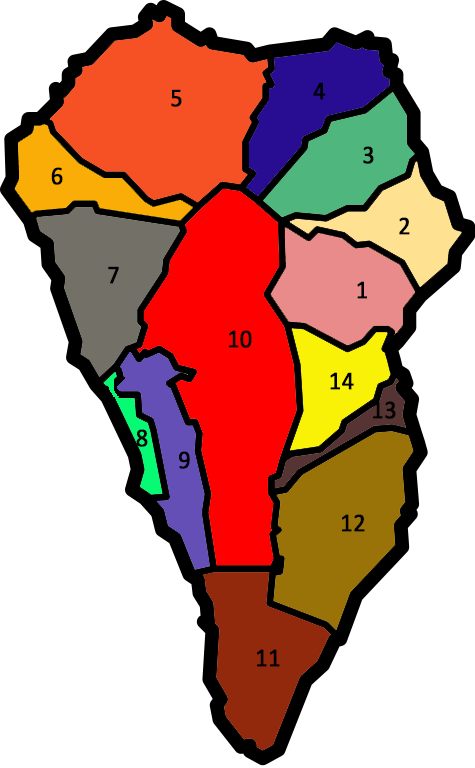
Municipios insulares: 1. Santa Cruz de La Palma; 2. Puntallana; 3. San Andrés y Sauces; 4. Barlovento; 5. Garafía; 6. Puntagorda; 7. Tijarafe; 8. Tazacorte; 9. Los Llanos de Aridane; 10. El Paso; 11. Fuencaliente; 12. Villa de Mazo; 13. Breña Baja y 14. Breña Alta.

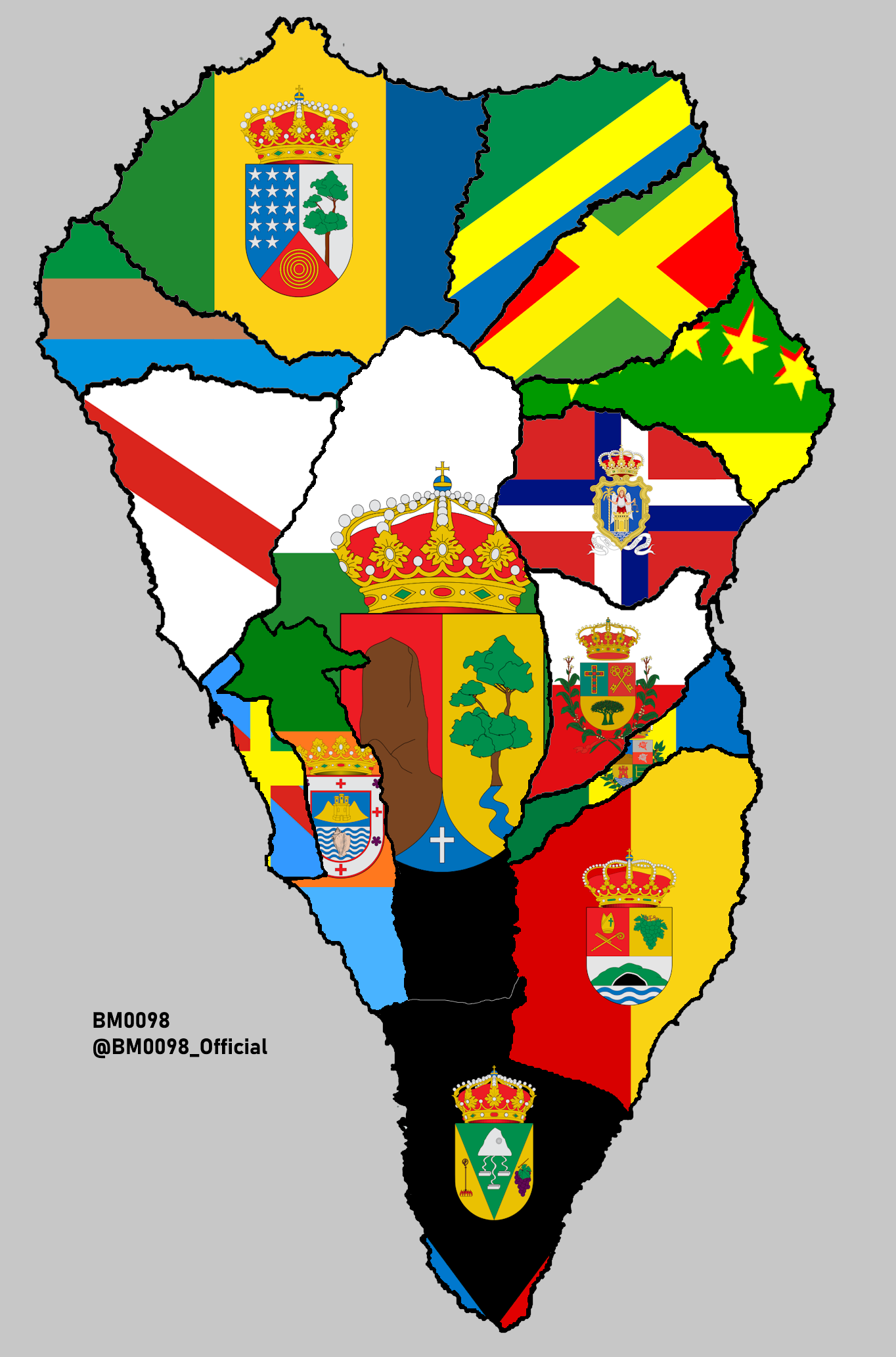
Municipios de la Isla de la Palma con Banderas Municipales

Los cabildos, formados a partir de la Ley de Cabildos de 1912, son las formas gubernativas y administrativas propias de las Islas Canarias y cumplen dos funciones principalmente. Por una parte, prestan servicios y ejercen competencias propias de la comunidad autónoma y por otra, son la entidad local que gobierna la isla. En las elecciones de 2003 fue elegido presidente José Luis Perestelo Rodríguez, de Coalición Canaria, agrupación que obtuvo el 49,7 % de los votos, seguida del PSOE, con un 22,6 %, y del PP, con un 21,6 % de los votos.
En las elecciones de 2019 y tras una moción de censura presentada por el PP y el PSOE, el presidente de la corporación es el popular Mariano Hernández Zapata.

### Diputado del Común
El diputado del Común es el defensor del Pueblo en Canarias. Lo designa el Parlamento de Canarias para la defensa de los derechos y libertades constitucionales en el ámbito autonómico. Su sede se encuentra en la calle O'Daly de Santa Cruz de La Palma, contando con oficinas en cada isla. No es un órgano administrativo de La Palma pues ejerce sus funciones en el ámbito autonómico.

### Municipios
La Palma está dividida en 14 municipios: 7 en su vertiente Oeste (Sotavento) y 7 en su vertiente Este (Barlovento):
| - Garafía - Tijarafe - Puntagorda - Tazacorte - Los Llanos de Aridane - El Paso - Fuencaliente | - Barlovento - San Andrés y Sauces - Puntallana - Santa Cruz de La Palma - Breña Alta - Breña Baja - Villa de Mazo |

## Demografía
| Posición | Localidad              | Población | Densidad (hab./km²) |
| -------- | ---------------------- | --------- | ------------------- |
| 1.ª      | Los Llanos de Aridane  | 20 760    | 580,05              |
| 2.ª      | Santa Cruz de La Palma | 15 695    | 361,8               |
| 3.ª      | El Paso                | 7623      | 56,08               |
| 4.ª      | Breña Alta             | 7247      | 235,14              |
| 5.ª      | Breña Baja             | 5821      | 409,93              |
| 6.ª      | Villa de Mazo          | 4859      | 68,27               |
| 7.ª      | Tazacorte              | 4601      | 404,66              |
| 8.ª      | San Andrés y Sauces    | 4182      | 97,82               |
| 9.ª      | Puntallana             | 2553      | 72,74               |
| 10.ª     | Tijarafe               | 2507      | 46,63               |
| 11.ª     | Puntagorda             | 2203      | 70,84               |
| 12.ª     | Barlovento             | 1926      | 44,23               |
| 13.ª     | Fuencaliente           | 1751      | 31,04               |
| 14.ª     | Garafía                | 1730      | 16,8                |

La isla de La Palma es la quinta más poblada oficialmente del archipiélago canario y la octava de España: a fecha de 1 de enero de 2023, y según fuentes del INE, tenía empadronados un total de 83 875 habitantes censados. Las otras islas del archipiélago que siguen a La Palma en población son La Gomera, con 22 162 habitantes, y El Hierro, con 11 646 habitantes en 2023. Históricamente, La Palma fue (tras Tenerife y Gran Canaria) la tercera isla más poblada de Canarias hasta 1998, desde entonces lo es Lanzarote.
Alrededor de un 25 % de la población total de la isla de La Palma (20 043 habitantes) reside en el municipio de Los Llanos de Aridane, y cerca del 40 % (34 651 personas), en el Valle de Aridane. La Palma tiene la población muy concentrada en dos ciudades: Santa Cruz de La Palma (12 783 habitantes) y Los Llanos de Aridane (3547 habitantes). Al municipio de Los Llanos de Aridane le siguen en población Santa Cruz de La Palma (15 711), El Paso (7457), Breña Alta (7086) y Breña Baja (5377) todos ellos con más de 5000 habitantes. El municipio de Garafía es el que cuenta con menor población de toda la isla (1607). Además, La Palma registra un nivel alto de población no censada, que pone de manifiesto el número de turistas que recibe anualmente y los crecientes fenómenos migratorios. Sin embargo, se considera que las cifras teóricas no reflejan la realidad, ya que gran parte de la población legal de la isla no reside realmente en la misma: se estima que se reduce a unos 55 000 habitantes reales como mucho (incluyendo a turistas y residentes no censados).
En los últimos años, La Palma ha experimentado un notable estancamiento de la población. En 1990, un total de 82 131 habitantes estaban censados en la isla, cifra que aumentó hasta los 82 483 habitantes en el año 2000. Esos datos reflejan un incremento en 352 personas. Sin embargo, entre los años 2000 y 2010, la población aumentó en 4841 habitantes, hasta llegar a 87 324.
| Gráfica de evolución demográfica de La Palma entre 1900 y 2021           |
|                                                                          |
| Residentes habituales oficiales según los censos de población del ISTAC. |

| Posición | Nacionalidad      | Población |
| -------- | ----------------- | --------- |
| 1.ª      | Alemania          | 3005      |
| 2.ª      | Venezuela         | 1440      |
| 3.ª      | Cuba              | 1048      |
| 4.ª      | Italia            | 550       |
| 5.ª      | Colombia          | 389       |
| 6.ª      | España peninsular | 293       |
| 7.ª      | Reino Unido       | 211       |
| 8.ª      | Países Bajos      | 207       |
| 9.ª      | Suiza             | 206       |
| 10.ª     | Francia           | 172       |
| 11.ª     | China             | 108       |
| 12.ª     | Austria           | 95        |
| 13.ª     | Bélgica           | 84        |

### Religión
Como sucede en el resto del archipiélago y del país, la población de la isla de La Palma es mayoritariamente católica, si bien existen también minorías de otras religiones como pequeñas comunidades musulmanas. La isla tiene dos arciprestazgos pertenecientes a la diócesis de San Cristóbal de La Laguna: el de Santa Cruz de La Palma y el de Los Llanos de Aridane.
La isla se encuentra bajo el patronazgo de la Virgen de las Nieves y San Miguel Arcángel. Festivo insular en la isla es el 5 de agosto, festividad de la Virgen de las Nieves.

## Economía

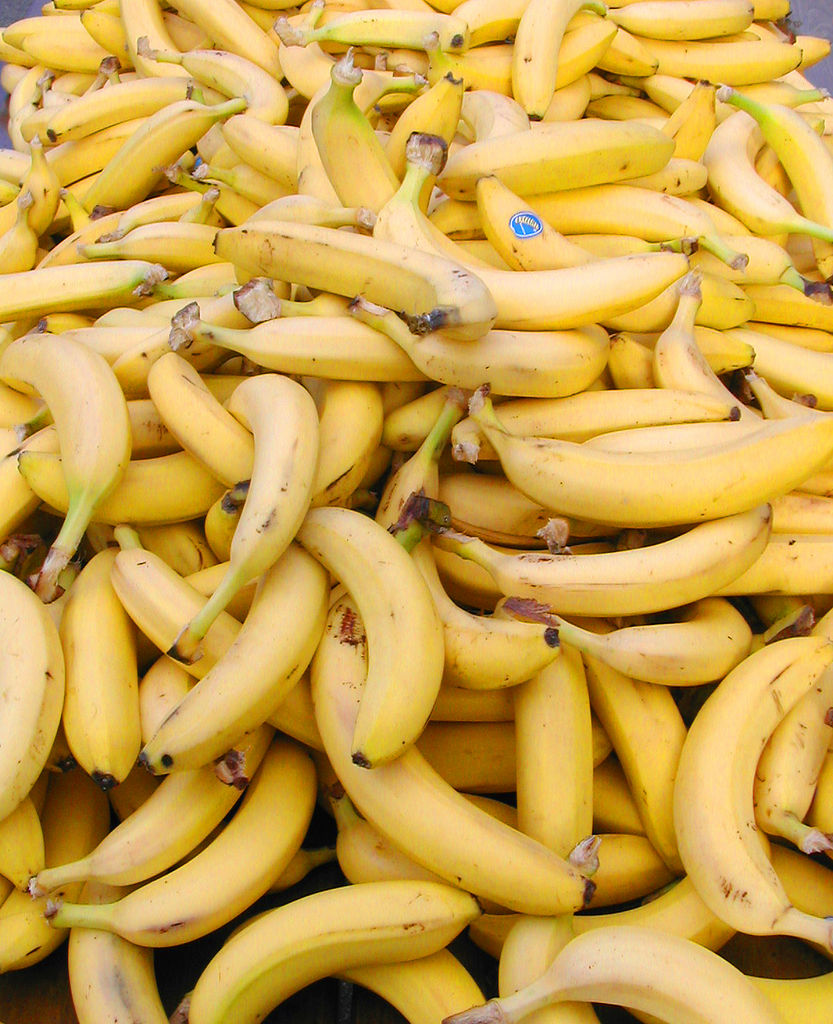
El plátano de Canarias

Actualmente se cultivan en la isla unas 3000 hectáreas de plátanos. Tras Tenerife, es la segunda isla de Canarias donde más se cultiva; además, existen plantaciones de cítricos, aguacates, verduras, papas y uvas (destinadas a la elaboración de vino). El traslado del agua de las cumbres a las huertas se hace a través de una red de galerías filtrantes y canales. La ganadería es principalmente caprina, destinada a la obtención de leche y la elaboración de quesos. Una creciente fuente de ingresos es el turismo, que se concentra en las zonas de Los Cancajos y Puerto Naos.

### Pequeñas industrias y establecimientos
Al contrario de la agricultura, las manufacturas y la industria tienen una presencia escasa en La Palma. En la isla existen algunos establecimientos que transforman los productos de la tierra en productos de consumo o en obras de arte. También, gracias al turismo, la industria de la construcción tiene una presencia cada vez mayor en la isla. Solo existía una fábrica, la fábrica de puros de El Paso, con 300 trabajadores, que producía grandes cantidades de cigarros. El mercado principal es el alemán. También existen pequeños talleres de bordados y de sedas.

### Comercio
Las exportaciones principales de La Palma son las de productos agrícolas. Pese a ello, la balanza de importaciones y exportaciones sigue siendo negativa en la isla, es decir, se importa más de lo que se exporta. Entre los productos exportados se encuentra el plátano, naranjas, limones y productos agropecuarios. Las importaciones principales, generalmente de la España peninsular, son el petróleo, productos de consumo y productos mecánicos y eléctricos.

### Turismo

#### Desarrollo
En 1890 existían más hoteles en La Palma que en la actualidad. A finales del siglo XIX y principios del siglo XX muchos ingleses convalecientes visitaban la isla en busca de curas. Unas décadas más tarde comenzó el turismo moderno, teniendo su cota más alta en los años 1960. En las décadas de 1970 y 1980 se redujo el número de turistas, alejándose la isla del turismo de masas que se estaba desarrollando en la isla vecina de Tenerife. A finales de los años 1980, con la ampliación del aeropuerto, comenzaron a llegar vuelos chárter procedentes de varias ciudades europeas.

#### Centros turísticos
Con una oferta de 7500 camas, en La Palma no se puede hablar de turismo de masas. Existen pocos hoteles grandes, puesto que normalmente los turistas alquilan apartamentos o casas. Los alemanes conforman el 80 % de los visitantes de la isla.
Cerca del extremo sur de la isla hay un ‘cementerio’ submarino con 39 cruces de piedra erigidas sobre arena y roca, en homenaje a los mártires de Tazacorte, 39 frailes jesuitas portugueses y españoles que fueron arrojados por la borda de su buque en 1570 frente a las costas de Fuencaliente por parte del pirata Jacques de Sores. La inmersión a este lugar singular se conoce como Las Cruces de Malpique y es una de las más solicitadas de esta isla, declarada reserva de la biosfera por la Unesco. De corrientes ocasionalmente fuertes, excelente visibilidad, profundidad máxima de 25 m y fácil acceso desde la costa.

#### Perspectivas
No se puede establecer si La Palma seguirá siendo un lugar tranquilo con poco turismo o si sucumbirá al turismo de masas. Las autoridades (tanto del cabildo como de los distintos ayuntamientos) y los grupos ecologistas, no se ponen de acuerdo sobre el número máximo de camas que podría soportar la isla. Algunos datos lo sitúan en 80 000 aunque los más moderados solo estiman 20 000.
Aunque cada día se aprecia más la necesidad de evolucionar hacia un turismo sostenible y la mayoría de los turistas que visitan en la actualidad La Palma lo hacen buscando un destino diferenciado basado en pequeños hoteles (rurales) e infraestructuras de ocio integradas en el paisaje y respetuosas con el entorno, existen algunos proyectos urbanísticos y turísticos, promovidos por Ayuntamientos y Cabildo de la Isla, que amenazan seriamente la integridad de varios espacios naturales protegidos: campos de golf de 18 hoyos y sus hoteles amenazan al Paisaje Protegido de Tamanca, un pinar de gran valor en Fuencaliente, el monteverde y una zona de especial protección de las aves (ZEPA) en La Pavona, etc. Desde mediados de los años 1990 visitan la isla unos 140 000 turistas cada año, de los cuales 100 000 son alemanes. La agricultura sigue siendo, sin embargo, la mayor fuente de riqueza de la isla. Las playas de Los Cancajos y Puerto Naos ostentan la bandera azul, lo que garantiza un alto nivel de calidad.

#### Turismo rural
Desde hace algunos años, se ha implantado en la isla el denominado Turismo Rural. Esta modalidad turística consiste en la remodelación y modernización de casas antiguas para convertirlas en casas de huéspedes, respetando la arquitectura tanto interior como exterior. Este proyecto, inicialmente financiado por el proyecto LEADER de la Unión Europea, ayuda a preservar los paisajes de la isla pues solo se pueden remodelar casas antiguas efectuando pequeñas ampliaciones. La primera entidad, constituida en 1992, para el impulso de este sector fue la Asociación de Turismo Rural Isla Bonita, que agrupa a los isleños propietarios de establecimientos.
La Asociación de Turismo Rural Isla Bonita es una organización que impulsa esta actividad.

## Infraestructuras y servicios

### Red de carreteras

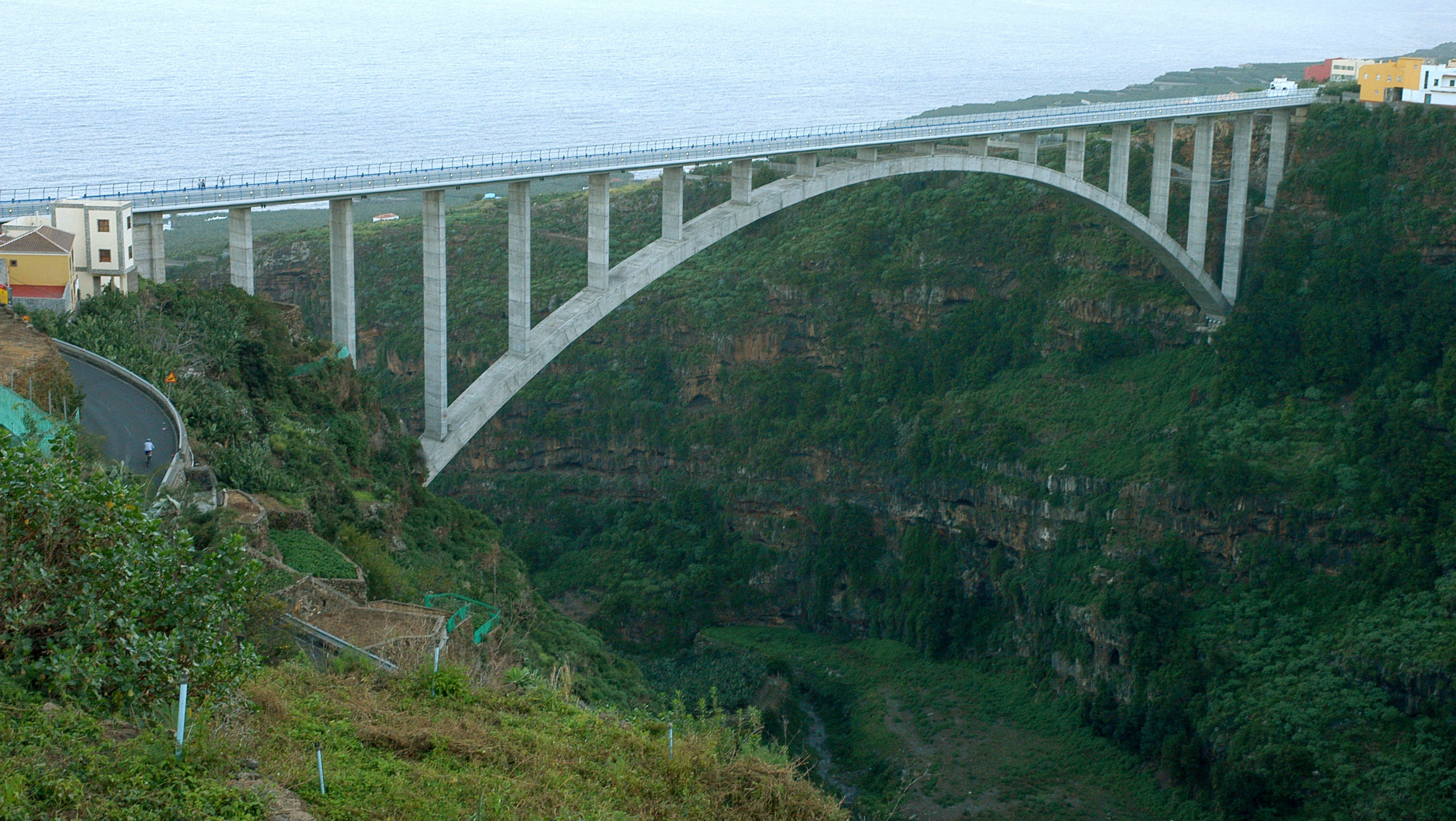
Viaducto de los Tilos

Las carreteras de La Palma forman una red de 510,06 kilómetros. Todas las carreteras están asfaltadas y en buen estado, aunque prácticamente todas presentan muchas curvas, algunas muy cerradas. Para acceder a algunos caseríos del norte hay que transitar por pistas de tierra. Existe una carretera de circunvalación de la isla, de unos 157,88 kilómetros. Estrictamente, esta circunvalación está compuesta por dos carreteras, la Carretera General del Norte (LP-1) y la Carretera general del Sur (LP-2). La LP-1, circunvalación norte de 102,43 km parte de Santa Cruz de La Palma y termina en Argual, pasando por (o cerca de) Puntallana, Los Sauces, Barlovento, Garafía, Puntagorda y Tijarafe. La LP-2, circunvalación sur, de 55,45 km parte de Santa Cruz de la Palma y termina en el Puerto de Tazacorte, pasando por (o cerca de) Breña Baja, Mazo, Fuencaliente, Los Llanos y Tazacorte.
La LP-3, de 25,9 km, también conocida como carretera de la Cumbre, es una carretera de montaña que atraviesa la isla de este a oeste, pasando por dos túneles excavados bajo Cumbre Nueva. Su origen está en la LP-2, a 3 km de Santa Cruz, y finaliza en el cruce de Tajuya (El Paso). La LP-4, de 47,84 km, carretera del Roque, sube al observatorio astrofísico del Roque de los Muchachos, bajando hasta Hoya Grande (Garafía) por la vertiente norte de la isla. La LP-5, carretera del aeropuerto, de 3,8 km parte del barrio del Fuerte (Breña Baja), y acaba en el aeropuerto de La Palma. La LP-20, vía exterior de Santa Cruz de La Palma, es una circunvalación de 3,7 km que evita el paso por el casco urbano de la capital, posee cinco túneles que con sus 1831 m de longitud constituyen el 49 % del total de la vía. La red insular se completa con 47 carreteras más, de carácter secundario. El origen de todas las carreteras, punto kilométrico cero de la isla, se fija en la rotonda de acceso al puerto de Santa Cruz (Glorieta de Blas Pérez González).
| Nomenclatura | Denominación                 | Kilómetros |
| ------------ | ---------------------------- | ---------- |
| LP-1         | Circunvalación Norte         | 102,43     |
| LP-101       | Las Nieves                   | 8          |
| LP-102       | Martín Luis y Bajamar        | 11,44      |
| LP-103       | Cubo de la Galga             | 2,47       |
| LP-104       | San Andrés                   | 5,83       |
| LP-1042      | Puerto Espíndola             | 1,3        |
| LP-105       | Los Tilos                    | 3,8        |
| LP-106       | Los Camachos                 | 1,85       |
| LP-107       | Las Cabezadas                | 4,1        |
| LP-109       | Las Mimbreras                | 15,09      |
| LP-1092      | Gallegos                     | 1,06       |
| LP-108       | Gallegos al Barrio           | 0,94       |
| LP-110       | Franceses                    | 2,84       |
| LP-112       | Santo Domingo                | 8,43       |
| LP-111       | Briesta-Garome               | 11,05      |
| LP-114       | Las Tricias-Santo Domingo    | 12,3       |
| LP-1141      | Puerto de Garafía            | 3          |
| LP-116       | El Jesús                     | 6,77       |
| LP-118       | La Punta                     | 5,65       |
| LP-120       | Las Angustias                | 1,77       |
| LP-2         | Circunvalación Sur           | 55,45      |
| LP-202       | La Cuesta                    | 12,66      |
| LP-2022      | Cementerio comarcal          | 2,5        |
| LP-201       | Los Cancajos                 | 2,37       |
| LP-203       | San Antonio-Aeropuerto       | 0,5        |
| LP-204       | Zumacal                      | 3,59       |
| LP-206       | Polvacera-Puente Roto        | 14,37      |
| LP-2062      | Nambroque                    | 5,44       |
| LP-205       | Lodero-Aeropuerto            | 3,37       |
| LP-2052      | Los Callejones               | 1,1        |
| LP-208       | Hoyo de Mazo-Pueblo          | 2,2        |
| LP-207       | Las Caletas                  | 17,4       |
| LP-209       | Las Indias                   | 9,23       |
| LP-2091      | Los Quemados                 | 2,06       |
| LP-210       | Mendo                        | 3,36       |
| LP-212       | Tacande                      | 5,74       |
| LP-211       | Todoque                      | 4,68       |
| LP-213       | Puerto Naos                  | 14,47      |
| LP-2132      | Tazacorte por La Costa       | 4,05       |
| LP-214       | La Caldera                   | 14,39      |
| LP-215       | Tazacorte-La Laguna          | 4,36       |
| LP-3         | Carretera de La Cumbre       | 25,9       |
| LP-301       | Refugio del Pilar-San Isidro | 21,01      |
| LP-302       | La Cumbrecita                | 6,65       |
| LP-3021      | Valencia                     | 3,4        |
| LP-4         | Roque de Los Muchachos       | 47,84      |
| LP-401       | Mirca                        | 3,05       |
| LP-403       | Acceso Observatorio          | 5          |
| LP-5         | Aeropuerto                   | 3,8        |

### Transportes públicos

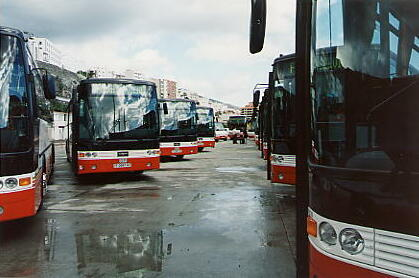
Parte de la flota de las guaguas de La Palma

Existen varias líneas de guaguas que unen las principales localidades de la isla a distintas horas. Para conocer detalles actuales sobre el servicio se puede acceder a la página oficial de Transportes Insulares de La Palma. Disponen de guaguas adaptadas para personas con movilidad reducida, como elevadores para sillas de ruedas. También poseen trenes turísticos para visitar la isla.

### Transportes marítimos

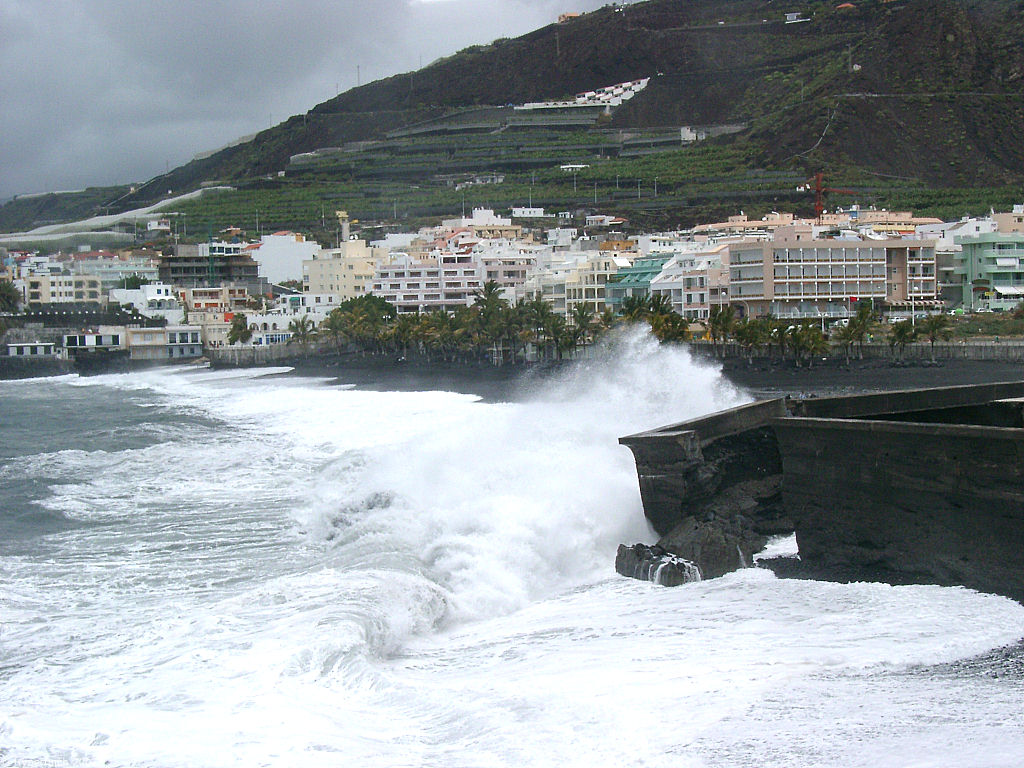
Oleaje en Puerto Naos

La bahía de la capital ha sido usada como puerto desde la conquista de la isla en 1493. Actualmente, parten ferris desde Santa Cruz de La Palma hacia las demás islas, sobre todo a Tenerife, donde operan las compañías Naviera Armas, Acciona Trasmediterránea y Fred. Olsen Express, con tiempos y horarios variables según el barco y compañía, que van desde las 2 horas hasta las 5 horas. También hay una línea que une una vez por semana Santa Cruz de La Palma con Cádiz.
El nuevo puerto de Tazacorte poseía una conexión semanal con Tenerife, vía Santa Cruz de La Palma. Por otra parte, el municipio de Los Llanos de Aridane, situado junto al anteriormente mencionado Tazacorte, posee una población costera llamada Puerto Naos que pese a que su nombre podría prestar a confusión, no tiene ningún puerto al uso.

### Transportes aéreos

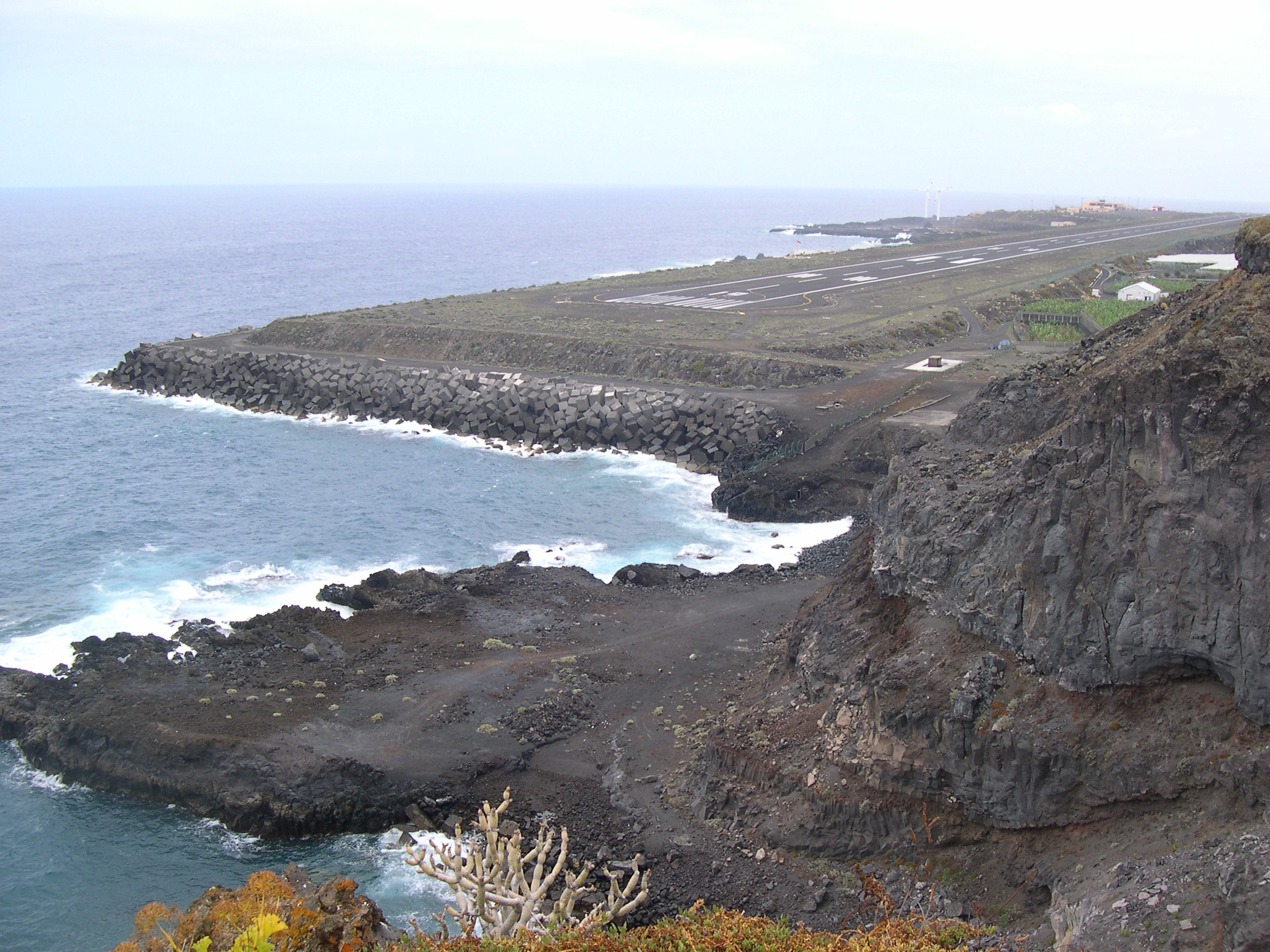
Extremo norte de la pista del aeropuerto de La Palma

En 1950 entró en servicio el Aeropuerto de Buenavista, el primer aeropuerto de La Palma, que estaba emplazado en Breña Alta. Sin embargo, debido a los problemas meteorológicos y a la imposibilidad de ampliarlo para dar cabida a los nuevos aviones de reacción, dejó de utilizarse en 1970 ya que entró en funcionamiento un nuevo aeropuerto en la costa de Mazo. El 24 de febrero de 1970 aterrizó el primer avión en el aeropuerto, un DC-3 del Ejército del Aire. En 1987 el aeropuerto de La Palma pasó al sexto lugar del archipiélago en número de operaciones. Actualmente, Binter Canarias y Canaryfly realizan las conexiones aéreas con las demás islas. Iberia ofrece conexiones con la península y Transavia y otros operadores chárter y de bajo coste unen la isla con diversas ciudades europeas.

### Astronomía

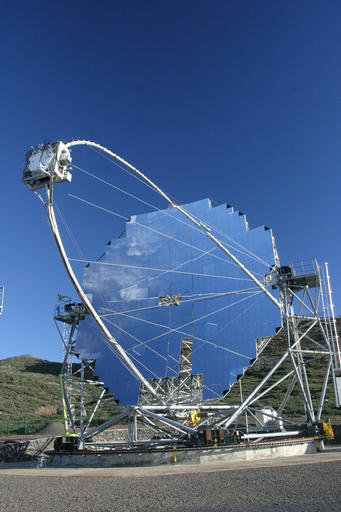
El Telescopio MAGIC, en el Roque de los Muchachos

Debido a la localización de la isla y a la altura que alcanza sobre el nivel del mar, han sido instalados varios telescopios en el observatorio del Roque de los Muchachos. La ubicación geográfica, en medio del Atlántico, y el peculiar clima provocan la formación de nubes entre los 1000 y 2000 m de altura, que hacen de espejo e impiden que la contaminación lumínica de las poblaciones de la costa dificulte la observación de las estrellas.
Con el fin de proteger la calidad del cielo, el Gobierno Español, a propuesta del parlamento de las Islas, aprobó el 31 de octubre de 1988 la Ley sobre Protección de la Calidad Astronómica y el 13 de marzo de 1992 el Reglamento que la regula. La Ley del Cielo protege a la isla de la contaminación lumínica, la contaminación radioeléctrica, la contaminación atmosférica y regula el tráfico aéreo sobre los observatorios evitando interferencias. A modo de ejemplo, gran parte de los municipios de la isla cuentan con alumbrado público de luz naranja y apuntado hacia el suelo.
La Ley del Cielo fue una norma pionera en Europa y tiene efectos favorables sobre la conservación del medioambiente, el ahorro energético y la preservación de las especies animales de la isla, (especialmente las nocturnas). Sin embargo, las restricciones a la actividad económica que implica la Ley del Cielo pueden tener efectos negativos sobre el desarrollo industrial en La Palma.

#### Telescopios
- El Grupo de Telescopios Isaac Newton (ING) opera tres: el Telescopio William Herschel de 4,2 m, el Telescopio Isaac Newton de 2,5 m y el Telescopio Jacobus Kapteyn de 1 m.
- El Telescopio Óptico Nórdico (NOT), de 2,5 m
- El Telescopio Solar Sueco (SST), de 1 m, operado por el Instituto de Física Solar.
- El Telescopio Abierto Neerlandés (DOT), de 0,45 m
- Un telescopio de 0,6 m para la localización de las zonas a investigar
- El Telescopio Meridiano de Carlsberg (CMT)
- El Telescopio Mercator, de 1,2 m
- El Telescopio Liverpool, de 2 m
- El Gran Telescopio Canarias (GRANTECAN), de 10,4 m[77]
- El Telescopio Nazionale Galileo (TNG), de 3,6 m
- El Telescopio MAGIC, un telescopio abierto tipo Cherenkov para observar radiaciones de alta energía (Rayos gamma)

El DOT y el SST han sido construidos para estudiar el Sol.

#### Sanidad
La isla cuenta con el Hospital Universitario de La Palma ubicado en el municipio de Breña Alta. Atiende a la población del Área de Salud de La Palma, conformada por los 14 municipios de la isla, con dos Centros de Atención Especializada en Santa Cruz de La Palma y Los Llanos de Aridane. Su Hospital de Referencia es el Hospital Universitario de Canarias en San Cristóbal de La Laguna, Tenerife.

## Cultura

### Deportes

#### Baloncesto
El baloncesto se viene practicando de forma masiva en los colegios de la isla y ha alcanzado gran popularidad, especialmente entre la población joven. Actualmente el máximo representante de la isla es el C.B. Aridane milita en ligas regionales. Además hay otros equipos que juegan en las ligas regionales y locales.

#### Fútbol
El fútbol es el deporte por excelencia de La Palma, siendo además el que posee un mayor número de seguidores. Los tres equipos locales con más aficionados son el Club Deportivo Mensajero, la Sociedad Deportiva Tenisca en Santa Cruz de La Palma y la Unión Deportiva Los Llanos de Aridane en el municipio del mismo nombre. En total hay 19 clubes federados. Estos equipos militan en las categorías regionales de Canarias poseyendo la federación tinerfeña de fútbol una sede en la capital de la isla.

#### Carrera de montaña
La Transvulcania es una ultramaratón de montaña, se basa en un recorrido muy exigente de algo más de 73 km de distancia y 8500 m de desnivel acumulado. Desde 2012, puntúa para el Campeonato del Mundo de Carreras de Montaña.

#### Deportes autóctonos
En La Palma se practican numerosos juegos autóctonos. Algunos provienen de antiguos métodos de trabajo, como el Salto del Pastor, que la forma que tenían los pastores de descender desde las cumbres o el Calabazo, que era la forma de pasar agua de un canal a otro. Entre los deportes canarios practicados en la isla, cabe destacar los siguientes:

##### Lucha canaria

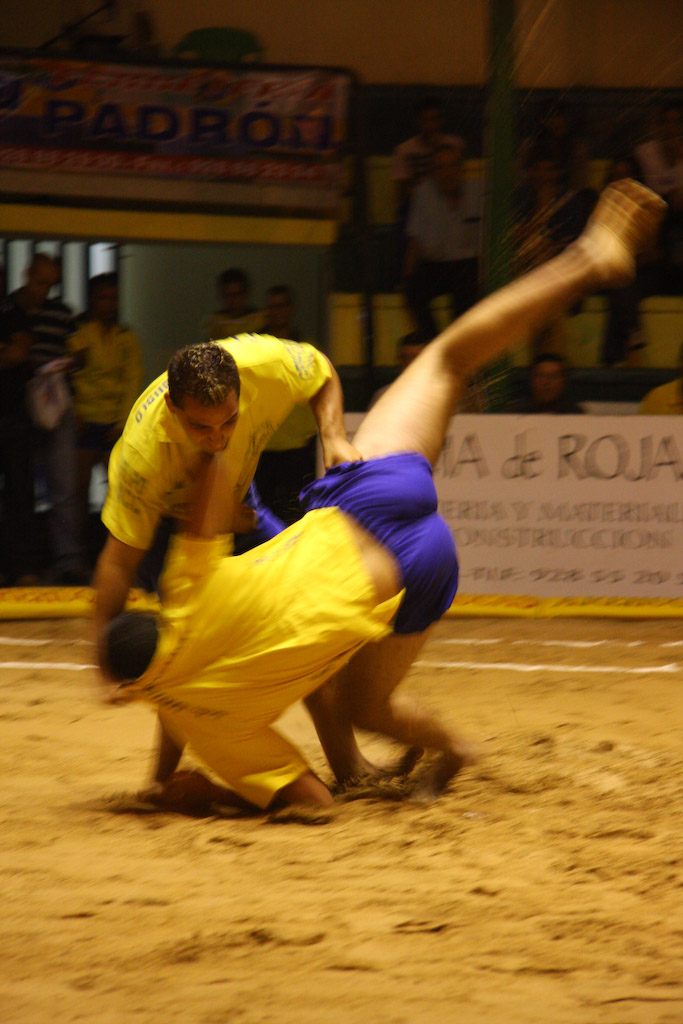
Una luchada

La lucha canaria se desarrolla dentro de un círculo, generalmente de arena, denominado terrero. En él, dos luchadores se enfrentan agarrados intentando derribarse. El organismo de la isla que vela por este deporte es la Federación Insular de Lucha Canaria, y tiene su sede en Los Llanos de Aridane.
En La Palma, existen diez terreros distribuidos por nueve municipios:
- San Andrés y Sauces:

1. Terrero San Andrés y Sauces

- Santa Cruz de la Palma:

1. Terrero Candelaria
2. Terrero Benahoare

- Breña Alta:

1. Terrero Antonio García

- Mazo:

1. Terrero de Villa de Mazo

- Fuencaliente

1. Terrero municipal Juan Carlos Martín Guillén

- El Paso:

1. Terrero Tamanca-Las Manchas

- Los Llanos de Aridane:

1. Terrero Camilo León

- Tazacorte:

1. Terrero de Tazacorte

- Tijarafe:

1. Terrero de Tijarafe

La Palma posee varios clubes que participan en la Liga Regional del Gobierno de Canarias. Estos clubes son el Bediesta (de San Andrés y Sauces), el Candelaria-Mirca y Tedote (de Santa Cruz de la Palma), el Balta (de Breña Alta), el San Blas (de Mazo), el San Antonio (de Fuencaliente), el Las Manchas (de El Paso), el Aridane (de Los Llanos), el Tazacorte (de Tazacorte) y el Candelaria-Tijarafe (de Tijarafe).

##### Palo canario

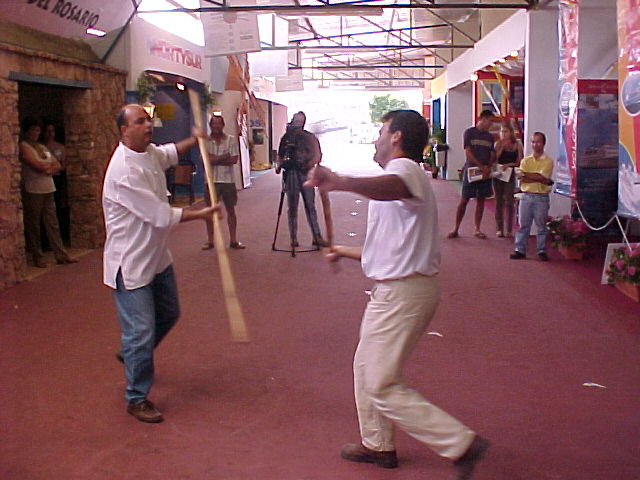
Demostración de Palo Canario

El juego del palo canario es un arte marcial que se práctica entre dos jugadores que, sin llegar a hacer contacto con el cuerpo del adversario, realizan un combate con palos. El juego del palo, en su origen, no tenía carácter lúdico, sino que era un método de combate que algunos creen ya utilizado por los canarios precoloniales. En la isla de La Palma, existen dos clubes miembros de la Federación del Juego del Palo, el Club Escuela-El Paso y el Club Grupo Galguén. Estos clubes participan en la Liga del Juego del Palo, en la que compiten equipos de La Palma, Tenerife, Lanzarote, Gran Canaria y Fuerteventura. Pese a carecer de clubes, se sigue manteniendo la tradición en forma de exhibiciones, especialmente en las fiestas religiosas. El estilo Vidal es originario de Garafía.

##### Bola canaria
Similar al juego occitano de la petanca, la bola canaria ha tenido auge en los últimos años, existiendo en la isla varios equipos y canchas. Básicamente consiste en sumar puntos para el propio equipo mediante el lanzamiento de unas bolas que hay que dejar lo más cerca posible de un objeto llamado mingue o boliche. Se juega en un terreno rectangular de arena o tierra de entre 18 y 25 m de largo y un ancho de entre 3,5 y 6 m. En La Palma hay afición a este juego, participando activamente en las competiciones celebradas tanto a nivel insular como regional.

#### Deportes acuáticos
Las características geográficas de los fondos marinos de la isla, junto con la gran calidad de sus aguas, hacen de La Palma un lugar especial para la práctica del submarinismo. Los fondos volcánicos de la palma presentan barrancos y arcos de lava subterráneos. En algunas zonas, debido a la gran profundidad, se práctica la apnea, logrando Audrey Mestre el récord de profundidad (125 m) frente a las costas de Puerto Naos.

#### Otros deportes

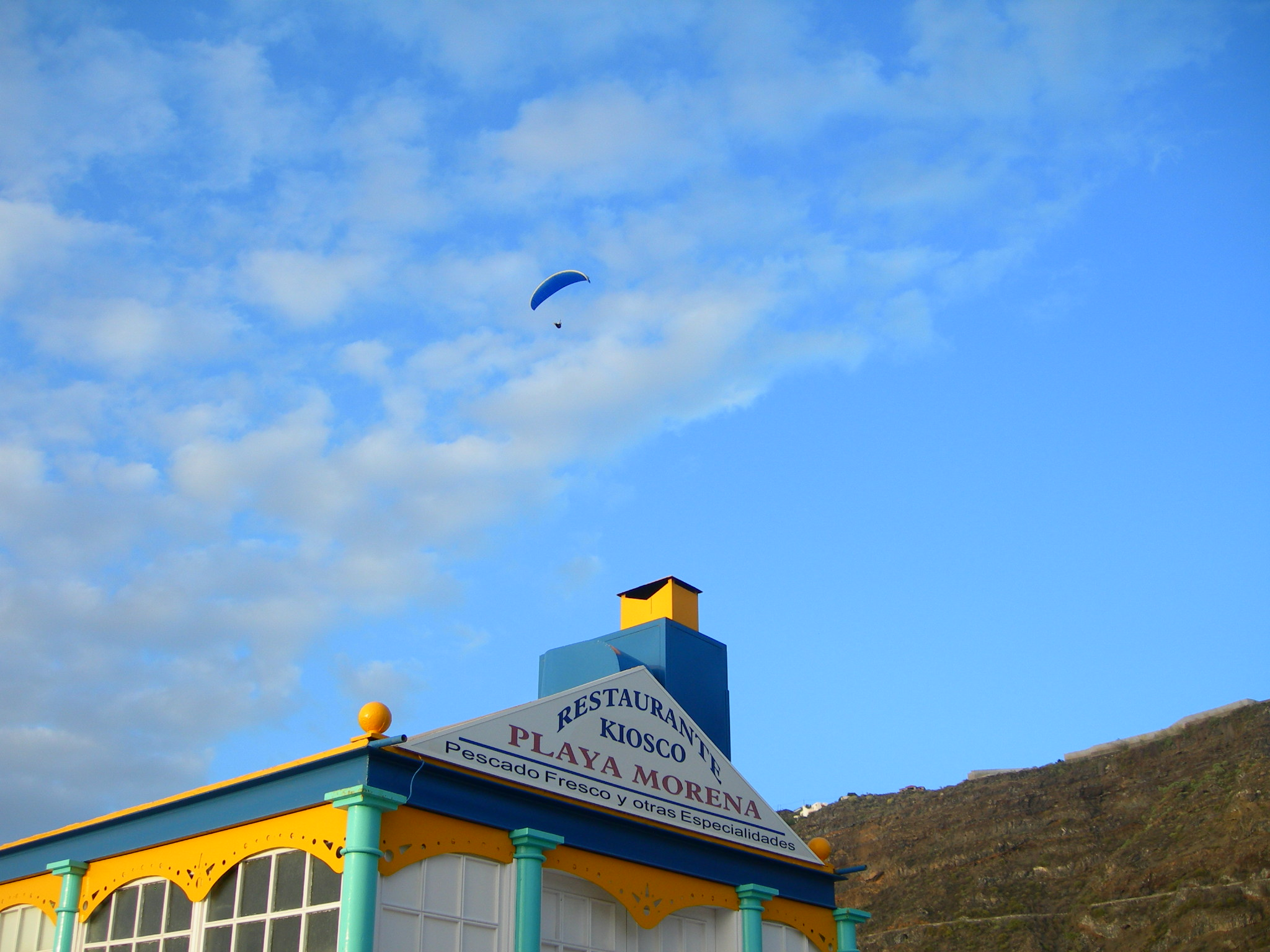
Parapente en Puerto Naos

Además de los citados, en la isla se practican otros deportes de los que la siguiente es una pequeña relación:
- Ciclismo: durante el año se llevan a cabo varias competiciones de ciclismo, destacando la modalidad de ciclismo de montaña.
- Motocross: en la isla hay varios circuitos, en ellos suelen celebrarse pruebas habitualmente, algunas de ellas valederas para el Campeonato Regional de Motocross de Canarias.
- Rallyes de tierra: durante todo el año se llevan a cabo competiciones de rally de tierra en La Palma, algunas de ellas puntúan en el Campeonato de Rallyes de Tierra de Canarias.
- Parapente: este deporte se práctica en la isla desde hace aproximadamente veinte años y aunque no es mayoritario se práctica, sobre todo por visitantes foráneos. En varias ocasiones se ha organizado en el mes de diciembre una prueba de la Liga Nacional. La zona más importante de vuelo es Puerto Naos, además de Barlovento, Risco de la Concepción, Puntallana, etc. En ocasiones se pueden realizar vuelos de altura desde el pico de la Nieve.
- Otros deportes minoritarios, que además ejercen atracción entre los turistas, son el surf, excursionismo y espeleología. En el caso de la espeleología, su práctica en la isla ha evolucionado en los últimos diez años hasta convertirla en uno de los referentes de la actividad en el archipiélago.

### Fiestas

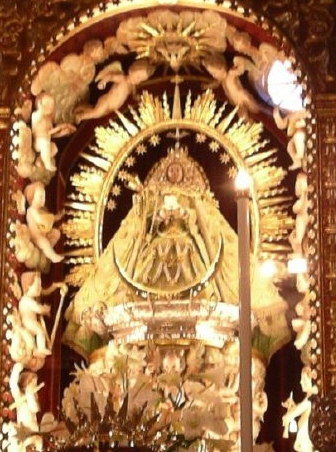
Virgen de las Nieves, patrona de La Palma

La celebración más destacada de La Palma tiene lugar en las denominadas Fiestas Lustrales de la Bajada de la Virgen de las Nieves, patrona de la isla que, cada cinco años —los terminados en -0 o -5—, se desplaza, el segundo sábado de julio, desde el Real Santuario Insular hacia la capital de la isla hasta el día de su onomástica, el 5 de agosto. Durante estas celebraciones, aparte de la romería que acompaña a la patrona hasta Santa Cruz y viceversa, se hace representaciones de la conquista de la Isla, simulaciones de rituales Benahoaritas y la Danza de los Enanos, el acto más destacado de la fiesta, en la cual unos danzarines disfrazados de enanos con trajes decimonónicos desfilan por las calles de la capital practicando una danza característica. La otra representación importante es el baile del Minué, el que se imita una danza decimonónica.

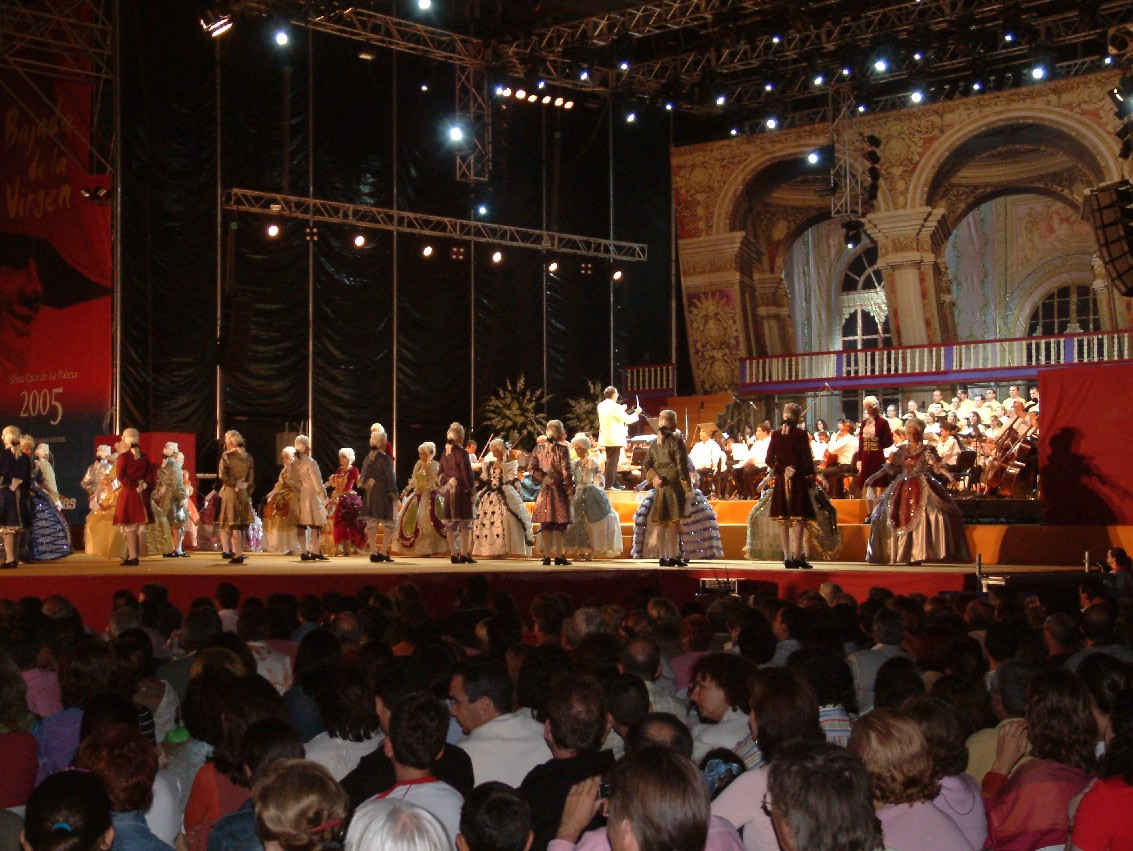
Danza del Minué

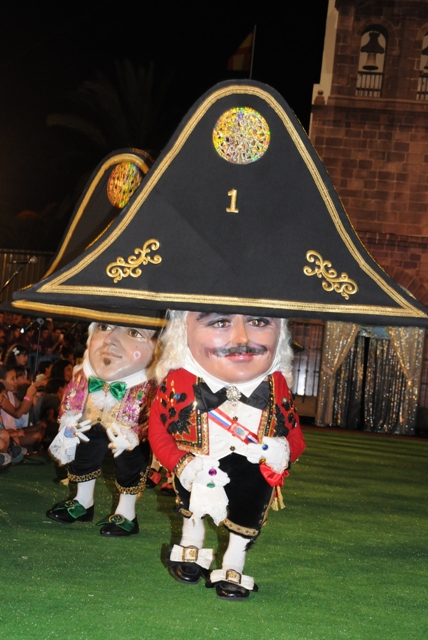
Danza de los Enanos en la Bajada de La Virgen 2015

El carnaval es otra de las fiestas que más se celebran. A pesar de contar con todos los elementos característicos de los carnavales canarios (reina del carnaval, comparsas, murgas etc.) el Carnaval palmero destaca por la celebración de los Indianos. Esta fiesta, que tiene lugar el lunes de carnaval, es una burla a los indianos, es decir, a los palmeros retornados de las Américas. Para la ocasión, todo el mundo se disfraza con trajes de encaje y guayaberas de blanco impoluto de la misma forma que regresaban los acaudalados emigrantes. Tras una representación en la que un barco de época llega al puerto lleno de indianos, con sus loros, sirvientas (conocidas como la negra Tomasa) y demás elementos característicos, comienza una batalla campal de polvos de talco por las calles capitalinas al ritmo del son cubano.
También tiene gran tradición la celebración del Día de la Cruz el 3 de mayo en los pueblos de la comarca este de la isla, en la que se conmemora doblemente la fundación de la ciudad de Santa Cruz de la Palma, acaecida el 3 de mayo de 1493 y la festividad de la cruz, para lo cual se enraman y se visten con joyas numerosas cruces repartidas por cada pueblo y barrio, y es costumbre visitar las diferentes cruces en la noche del día anterior.
Además cada municipio de La Palma posee sus fiestas patronales, habiendo incluso fiestas independientes en algunos barrios, como es el caso de Argual, en el municipio de Los Llanos.
| Fecha           | Nombre                       | Notas                                                             |
| --------------- | ---------------------------- | ----------------------------------------------------------------- |
| 1 de enero      | Año Nuevo                    |                                                                   |
| 6 de enero      | Día de Reyes                 |                                                                   |
| 1 de mayo       | Día del Trabajo              |                                                                   |
| 30 de mayo      | Día de Canarias              |                                                                   |
| 25 de julio     | Santiago Apóstol             | Patrón de España                                                  |
| 5 de agosto     | Nuestra Señora de las Nieves | Patrona de la Isla de La Palma                                    |
| 15 de agosto    | Asunción                     | Celebración de la Virgen de las Angustias (Los Llanos de Aridane) |
| 12 de octubre   | Día de la Hispanidad         | Fiesta Nacional de España                                         |
| 1 de noviembre  | Todos los Santos             |                                                                   |
| 6 de diciembre  | Día de la Constitución       |                                                                   |
| 8 de diciembre  | Inmaculada Concepción        |                                                                   |
| 25 de diciembre | Navidad                      |                                                                   |

#### Folclore
El folclore palmero es similar al del resto de las Canarias, con la excepción del baile del sirinoque que es oriundo de la isla.

### Festival Internacional de Cine Chico de Canarias
El Festivalito, nombre por el que es más conocido el Festival Internacional de Cine Chico de Canarias-Isla de La Palma, es un festival de cine digital que se celebra cada verano en La Palma, desde 2002. Fue el primer certamen internacional en incorporar los rodajes a su programación aprovechando las nuevas tecnologías.
El Festivalito, desde su primera edición, suma a los apartados habituales en los festivales cinematográficos tradicionales —secciones oficiales e informativas, retrospectivas, mesas redondas...— un concurso que retaba a los participantes a escribir, rodar y estrenar un cortometraje en el marco del festival aprovechando las virtudes de la tecnología digital y el espacio natural de la isla. Es la sección La Palma Rueda, por la que han pasado cineastas de los cinco continentes. Desde 2002, se han producido más de 120 cortometrajes con el sello de La Palma Rueda, además de dos largometrajes experimentales. Las obras deben inspirarse en un lema que se hace público en la gala inaugural, y se estrenan en la ceremonia de clausura del certamen
Los galardones del Festivalito, que se conceden tanto en los apartados de exhibición como en la sección La Palma Rueda, son las Estrellas del Festivalito, que cada año diseña un artista diferente inspirándose en el límpido firmamento de La Palma.

### Cine
En los últimos años, la isla ha sido receptora de rodajes de algunas producciones de cine, documentales, capítulos de series, cortometrajes o planos concretos tanto en largometrajes u otros contenidos audiovisuales. Algunos de los rodajes más importantes realizados en la isla son:
- Berlin Station: Serie dramática de televisión americana creada por Olen Steinhauer, en uno de los capítulos la isla de La Palma sirvió como escenario para representar América Latina.[86]
- Viaje al mundo perdido: Es una película de aventura/fantasía technicolor de 1977 en la que la isla sale en numerosas escenas.[87]

### Gastronomía
La gastronomía palmera destaca por ser una de las más elaboradas del archipiélago, especialmente en lo que se refiere a sus postres, presentes en la mayoría de las islas, y a los mojos.

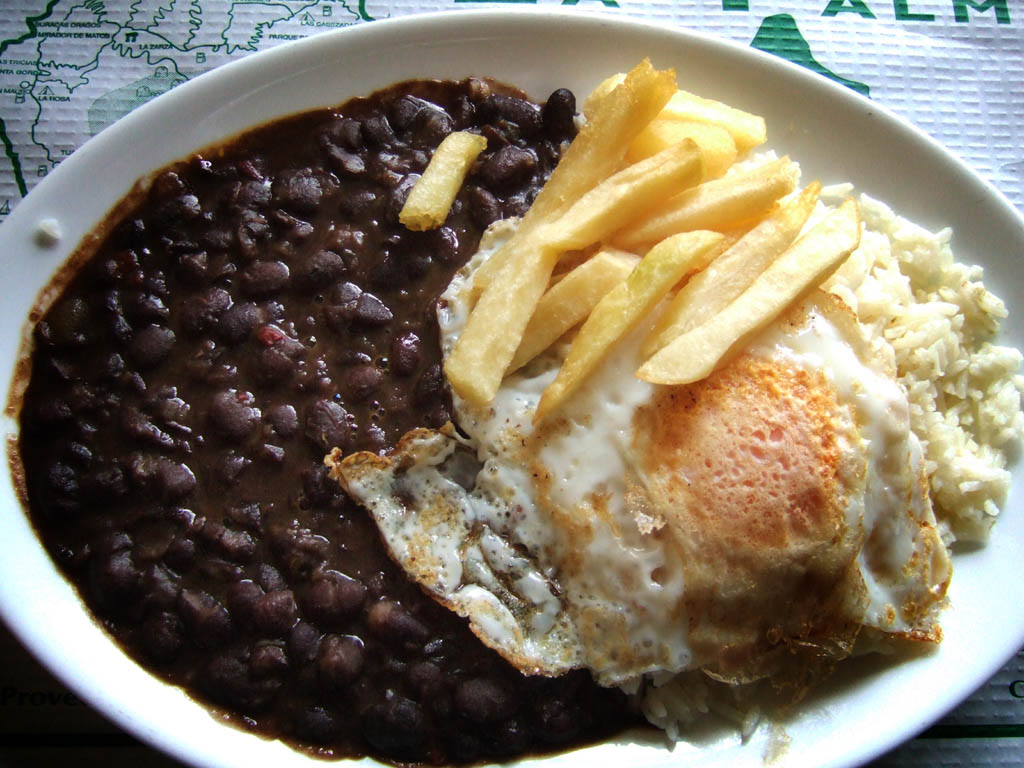
Moros y cristianos

#### Platos principales
- Escachón o escacho palmero
- Chicharrones
- Revoltillo
- Ropa vieja
- Sopa de garbanzos, -as
- Conejo en salmorejo
- Potaje de trigo
- Escaldón
- Tortilla borracha (de Barlovento)

#### Mojos
Se trata de un tipo de salsa tradicional de las islas Canarias, acompañamiento imprescindible de algunas comidas típicas del archipiélago. Debido a su contenido en pimienta, muchos de los tipos de mojos son picantes, entre ellos se encuentran el mojo de cilantro, de perejil, de pimentón, etc. No obstante el abanico de estas salsas es muy amplio y permite el uso de distintos ingredientes en su elaboración como almendras, queso, azafrán y pan frito, entre otras posibilidades.

#### Papas arrugadas
Tanto los pescados como las carnes suelen acompañarse con papas arrugadas. Es este un plato típico del conjunto de Canarias que responde simplemente a la forma de cocinar las papas. Con agua, mucha sal, y sin pelar. En 2016 fueron proclamadas maravilla gastronómica de España en un concurso promovido por Allianz Global Assistance, al conseguir el primer puesto mediante voto popular a través de Internet.

#### Postres
- Bienmesabe
- Príncipe Alberto
- Almendrados
- Quesillo
- Rapaduras
- Queso de almendras
- Truchas (rellenas de almendra)

#### Bebidas
- Vino (especialmente el de malvasía y el de tea)
- Ron de caña
- Ron miel
- Licor de café
- Mistela
- Parra

## Palmeros destacados
La isla de La Palma ha sido la cuna de personajes ilustres en múltiples ámbitos culturales, artísticos y científicos. A continuación se presenta un resumen de los personajes más renombrados de La Palma:
Aborígenes
- Tanausú, capitán benahoarita de Aceró.
- Maxerco, rey aborigen de La Palma.

Religión
- Francisco Díaz Taño, sacerdote y misionero jesuita, defensor de los indios guaraníes.
- Luis Tomás Leal, provincial de la Orden de Predicadores en Canarias.
- Manuel Díaz Hernández, polifacético sacerdote ilustrado y humanista.
- Elías Yanes Álvarez, arzobispo de Zaragoza, antiguo presidente de la Conferencia Episcopal Española.
- Bernardo Álvarez Afonso, obispo de la diócesis de San Cristóbal de La Laguna.

Literatura
- Cristóbal del Hoyo-Solórzano y Sotomayor, escritor y poeta de la Ilustración.
- Antonio José Álvarez de Abreu, abogado, profesor, escritor, gobernador, ministro.
- Félix Duarte Pérez, poeta, escritor y creador del Día de la Madre.
- Elsa López, poeta, novelista, periodista.
- Félix Francisco Casanova, poeta y escritor.
- Domingo Acosta Guión, escritor y periodista.

Arte y música
- Manuel González Méndez, pintor, músico, escultor y profesor de Bellas Artes.
- Carmen Arozena, pintora y grabadora.
- Gregorio Toledo, pintor y profesor.
- Antonio González Suárez, pintor y profesor.
- Lino Britto, bailarín, director teatral y musical.
- Ima Galguén, cantante y compositora.
- Luis Morera, cantante y compositor. Miembro del grupo palmero Taburiente.
- Pedro Fausto, pintor.

Política
- Alonso Pérez Díaz, abogado, profesor, político.
- José Miguel Pérez Pérez, fundador del Partido Comunista de Cuba y secretario general del Partido Comunista de Canarias
- Blas Pérez González, abogado, escritor, político, ministro.

Empresa
- Pedro Capote Lorenzo, industrial tabaquero.
- Manolo Blahnik, diseñador de moda.

Comunicación y educación
- Guillermo Sautier Casaseca, guionista y escritor radiofónico.
- Leoncio Afonso Pérez, académico, pensador, investigador y geógrafo.
- Luis Felipe Gómez Wangüemert, profesor, periodista, agricultor, político.
- Juan Régulo Pérez, profesor, filólogo, editor.
- Jaime Pérez García de Aguiar, periodista, historiador, cronista oficial.
- Antonio Camacho Díaz, economista, matemático, profesor emérito.

Medicina
- Elías Santos Abreu, médico, científico, periodista, artista.
- Javier Pérez Pérez, presidente del C. D. Tenerife y médico.
- José María Brito Pérez, médico cirujano, investigador y profesor.

Deporte
- Rosana Simón, atleta olímpica.
- José Mata, matador y actor.